# Liste der Biografien/Beh
Liste der Biografien |
Portal Biografien |
Personensuche
# |
A |
B |
C |
D |
E |
F |
G |
H |
I |
J |
K |
L |
M |
N |
O |
P |
Q |
R |
S |
T |
U |
V |
W |
X |
Y |
Z |
?
 
Ba |
Be |
Bd |
Bg |
Bh |
Bi |
Bj |
Bl |
Bm |
Bn |
Bo |
Br |
Bs |
Bu |
Bw |
By |
Bz
 
Bea–Beb |
Bec |
Bed |
Bee |
Bef |
Beg |
Beh |
Bei |
Bej |
Bek |
Bel |
Bem |
Ben |
Beo |
Bep |
Beq |
Ber |
Bes |
Bet |
Beu |
Bev |
Bew |
Bex |
Bey |
Bez
Die Liste der Biografien führt alle Personen auf, die in der deutschsprachigen Wikipedia einen Artikel haben. Dieses ist eine Teilliste mit 738 Einträgen von Personen, deren Namen mit den Buchstaben „Beh“ beginnt.

## Beh

### Beha
- Beha, Johann Baptist (1815–1898), deutscher Uhrmacher
- Behagel, Daniel (1625–1698), deutscher Kaufmann und Fabrikant kunsthandwerklicher Fayence
- Behaghel, Felix (1822–1888), badischer Verwaltungsbeamter
- Behaghel, Hermann (1839–1921), deutscher Architekt, großherzoglich badischer Baubeamter
- Behaghel, Johann David (1804–1850), deutscher Arzt und Politiker der Freien Stadt Frankfurt
- Behaghel, Johann Peter (1805–1871), deutscher Gymnasiallehrer
- Behaghel, Otto (1854–1936), deutscher germanistischer Mediävist und Hochschullehrer
- Behaghel, Otto (1895–1961), deutscher Chemiker und Hochschullehrer
- Behaghel, Wilhelm Jakob (1824–1896), deutscher Rechtswissenschaftler, Hochschullehrer und Mitglied des Badischen Landtages
- Behaim, Anna Elisabeth (1685–1716), deutsche Dichterin geistlicher Lieder
- Behaim, Hans der Jüngere († 1533), Glockengießer
- Behaim, Martin (1459–1507), Anreger des ersten überlieferten GlobusMartin Behaim (1459–1507)

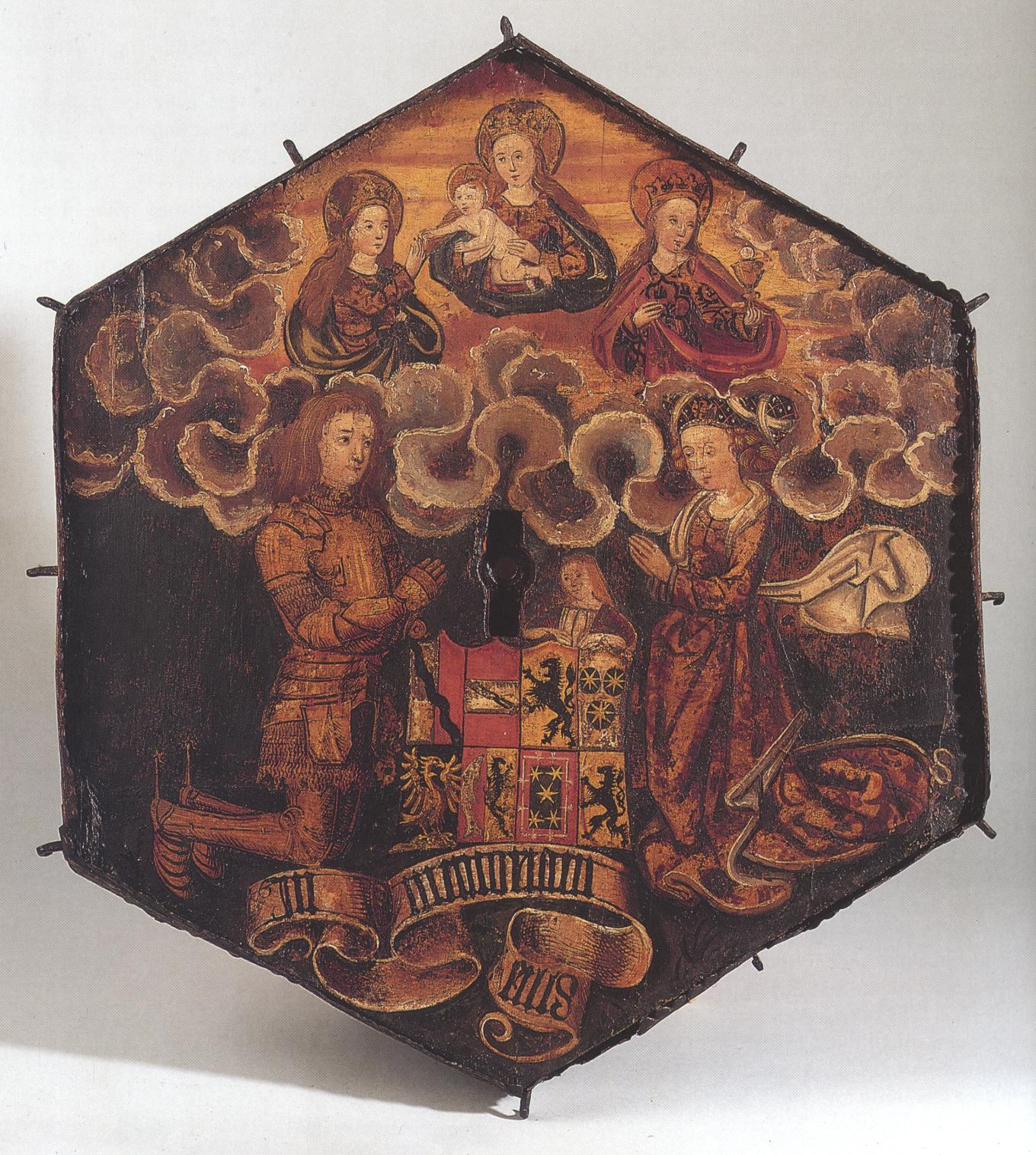
Martin Behaim (1459–1507)

- Béhaine, René (1880–1966), französischer Romanschriftsteller
- Béhal, Auguste (1859–1941), französischer Chemiker
- Behal, Hans (1893–1957), österreichischer Schauspieler
- Behal, Michaela (* 1966), deutsche Schauspielerin
- Beham, Alois (1916–1991), österreichischer Arzt
- Beham, Barthel († 1540), deutscher Maler und Kupferstecher
- Beham, Christian (1906–1945), deutscher KPD-Funktionär und Widerstandskämpfer gegen den Nationalsozialismus
- Beham, Hans Sebald (1500–1550), deutscher Maler, Kupferstecher und Zeichner
- Beham, Heinz (1926–2010), deutscher Lebensmitteleinzelhändler, Kaffeeröster und Rudertrainer
- Beham, Hermann (1936–2012), deutscher Kommunalpolitiker (CSU)
- Beham, Markus (* 1986), österreichischer Rechtswissenschaftler
- Beham, Matthias (* 1981), österreichischer Leichtathlet
- Behan, Brendan (1923–1964), irischer Schriftsteller, Journalist und IRA-AktivistBrendan Behan (1923–1964)

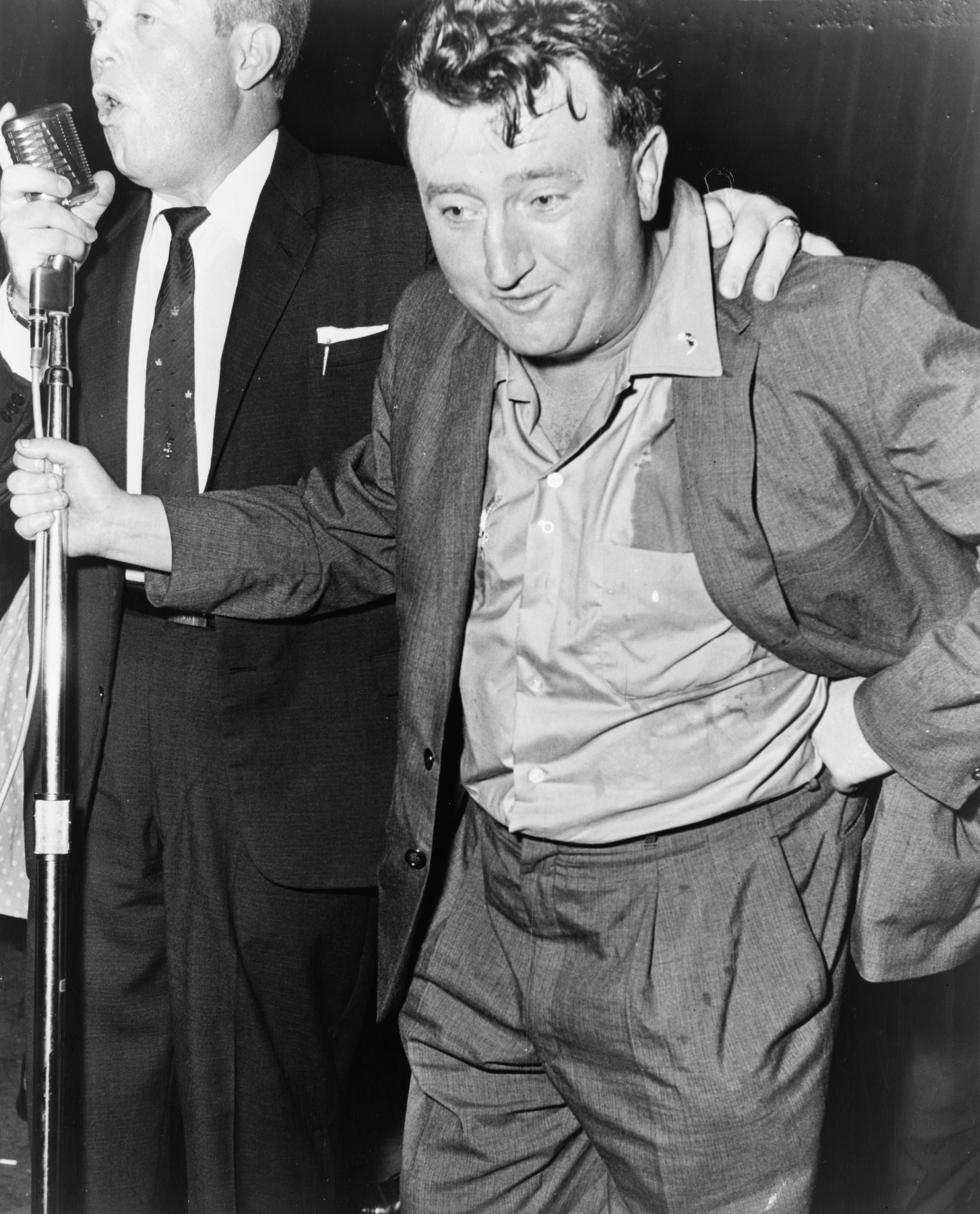
Brendan Behan (1923–1964)

- Behan, Dominic (1928–1989), irischer Songwriter und Schriftsteller
- Behan, Joe (* 1959), irischer Politiker (Fianna Fáil)
- Behanzin (1844–1906), König von Dahomey
- Behar, Adriana (* 1969), brasilianische Beachvolleyballspielerin und Weltmeisterin
- Behar, Ariel (* 1989), uruguayischer Tennisspieler
- Behar, Isaak (1923–2011), deutscher Holocaustüberlebender und Zeitzeuge
- Behar, Joy (* 1942), US-amerikanische Comedienne, Schauspielerin und Moderatorin
- Behar, Moisés (1922–2015), guatemaltekischer Arzt und Orchideenexperte
- Behar, Ruth (* 1956), kubanisch-US-amerikanische Anthropologin und Schriftstellerin
- Behar, Sasha (* 1971), englische Schauspielerin
- Béhar, Yves (* 1967), Schweizer Industriedesigner
- Behari, Ravitesh (* 1981), fidschianischer Fußballschiedsrichter
- Beharić, Kemal (* 1956), jugoslawisch-österreichischer Fußballspieler
- Beharie (* 1994), norwegischer Sänger
- Beharie, Nicole (* 1985), US-amerikanische SchauspielerinNicole Beharie (* 1985)

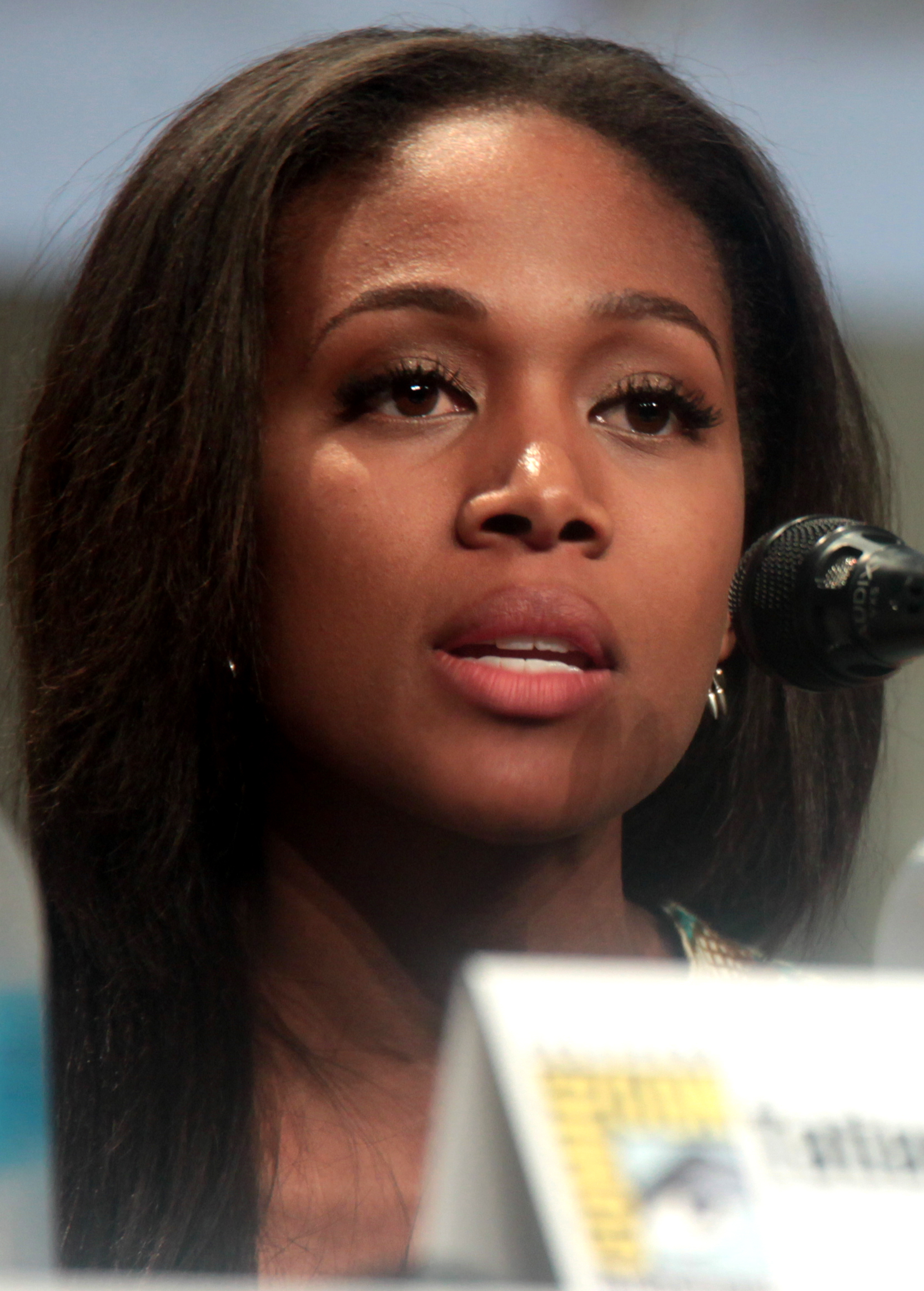
Nicole Beharie (* 1985)

- Beharry, Johnson (* 1979), britischer Kriegsveteran und Träger des Victoria Cross
- Béhat, Gilles (* 1949), französischer Regisseur

### Behb
- Behbahānī, Mohammad-Bāqer, zwölferschiitischer Rechtsgelehrter und Theologe
- Behbahani, Simin (1927–2014), iranische Schriftstellerin und Vorsitzende des iranischen Schriftstellerverbandes
- Behbehani, Sarah (* 1989), kuwaitische Tennisspielerin
- Behboudi, Fatemeh (* 1985), iranische Fotojournalistin
- Behboudi, Mohammad-Ali (* 1956), iranischer Schauspieler und RegisseurMohammad-Ali Behboudi (* 1956)

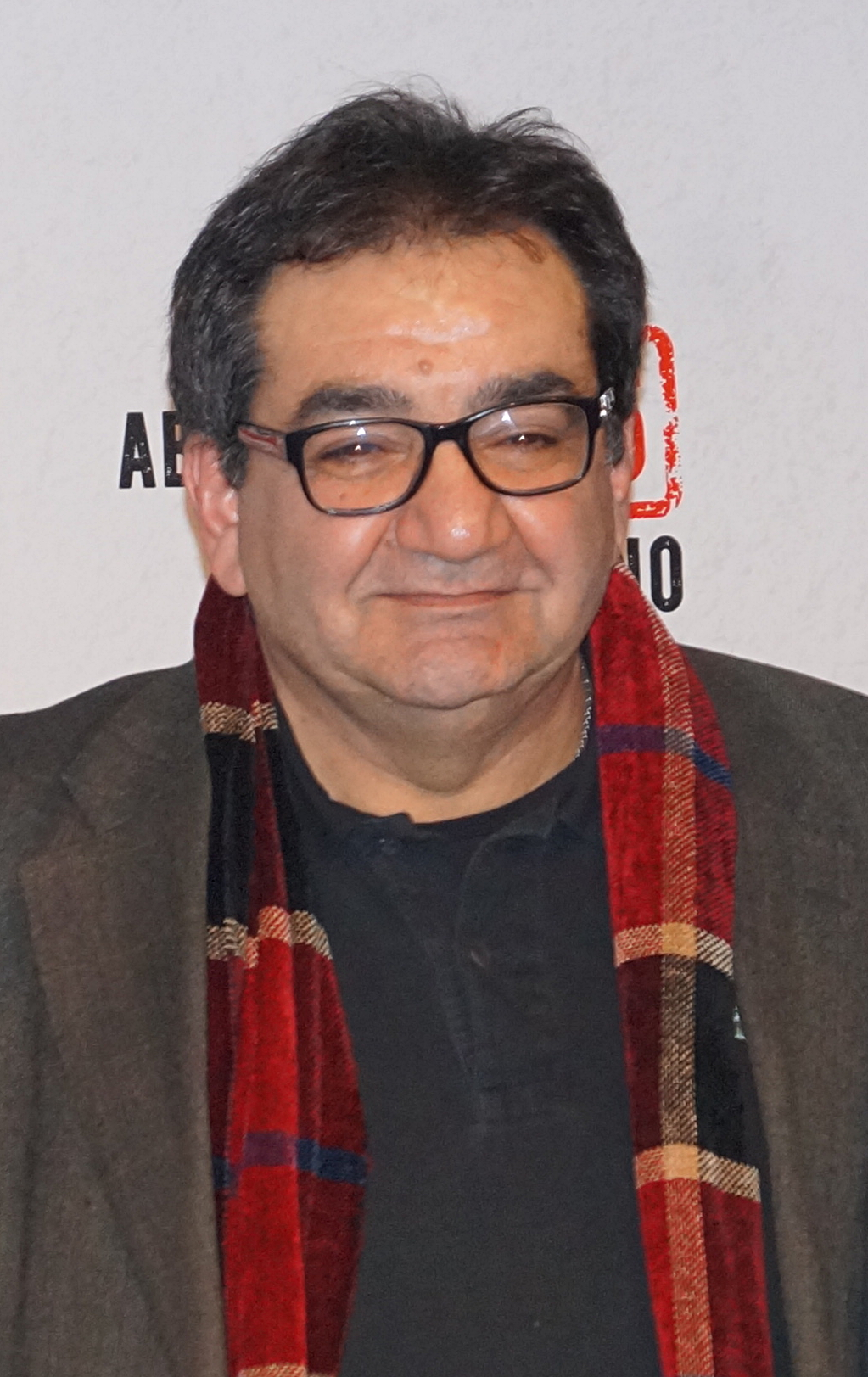
Mohammad-Ali Behboudi (* 1956)

- Behbudiy, Mahmudxoʻja (1874–1919), usbekischer Poet
- Behbudov, Rəşid (1915–1989), aserbaidschanischer Opernsänger und Schauspieler

### Behc
- Behçet, Hulusi (1889–1948), türkischer Dermatologe

### Behe
- Béhé, Joseph (* 1962), französischer Comiczeichner
- Behe, Michael J. (* 1952), US-amerikanischer Biochemiker
- Beheim, Hans der Ältere, deutscher Baumeister und Architekt in Nürnberg
- Beheim, Heinrich († 1403), deutscher Architekt und Steinmetz
- Beheim, Lorenz (1458–1521), deutscher Humanist, Astrologe, Mediziner und Alchemist
- Beheim, Martin, deutscher Flach- und Ätzmaler in Nürnberg
- Beheim, Michael (* 1420), deutscher Weber und Meistersänger
- Beheim-Schwarzbach, Martin (1900–1985), deutscher Schriftsteller
- Beheim-Schwarzbach, Max (1839–1910), deutscher Schriftsteller, Heimatforscher und Historiker
- Beheiry, Maher el- (* 1943), ägyptischer Vorsitzender des Obersten Verfassungsgerichts
- Beheiry, Mamoun (1925–2002), sudanesischer Wirtschaftswissenschaftler, erster Präsident der Afrikanischen Entwicklungsbank (AfEB) und mehrmals Minister für Finanzen seines Heimatlandes
- Behem, Balthasar († 1508), Händler und Bankier
- Behenu, Königin der altägyptischen 6. Dynastie
- Behérycz, Hubert (1916–1980), deutscher Architekt
- Beheschti, Mohammad (1928–1981), iranischer Politiker
- Beheyt, Benoni (* 1940), belgischer Radrennfahrer

### Behi
- Béhi, Symphora (* 1986), französische Sprinterin
- Béhic, Louis Henri Armand (1809–1891), französischer Politiker, Mitglied der Nationalversammlung
- Behich, Aziz (* 1990), australischer Fußballspieler

### Behj
- Behjat, Shila (* 1982), deutsche Journalistin und JuristinShila Behjat (* 1982)

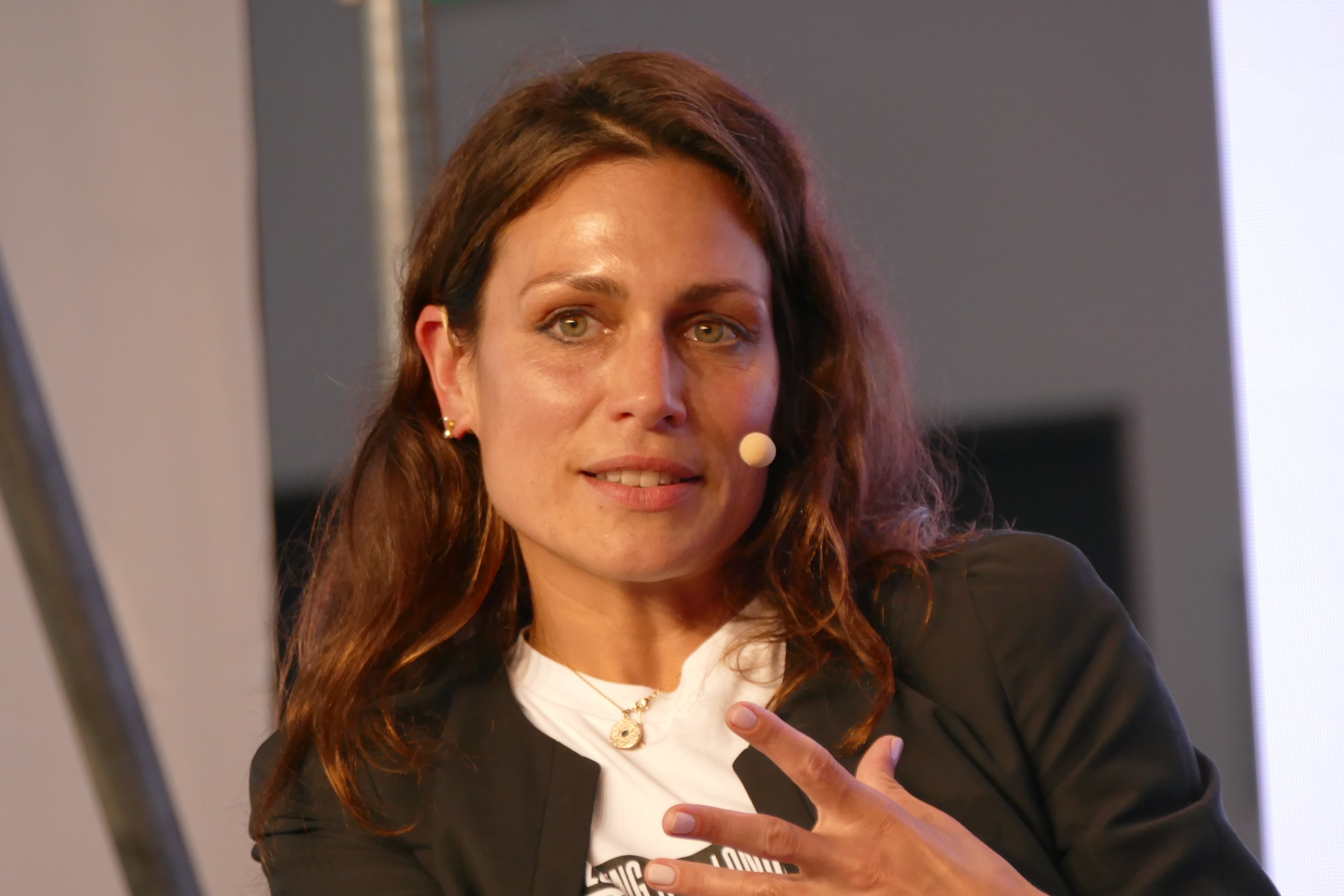
Shila Behjat (* 1982)

### Behk
- Behkalam, Akbar (1944–2025), deutsch-iranischer Maler und Bildhauer

### Behl
- Behl, Carl F. W. (1889–1968), deutscher Schriftsteller, Publizist und Jurist
- Behl, Ilse (* 1937), deutsche Schriftstellerin
- Behl, Peter (* 1966), deutscher Ringer
- Behl, Ulrich (1939–2021), deutscher Grafiker
- Behla, Robert (1850–1921), deutscher Mediziner
- Behla, Wolfgang (1938–2024), deutscher Fußballspieler
- Behlau, Georg (* 1969), deutscher Sportfunktionär, Leiter des Büros der deutschen Nationalmannschaft
- Behlau, Harry, deutscher Bühnen- und Kostümbildner
- Behle, Christine (* 1968), deutsche Gewerkschafterin und ehemalige Inspektorin der Stadt Wuppertal
- Behle, Daniel (* 1974), deutscher Komponist und Opernsänger (Tenor)
- Behle, Egon (* 1955), deutscher Manager
- Behle, Friedrich (1872–1964), Landtagsabgeordneter Waldeck
- Behle, Gottfried (1653–1728), deutscher Verleger
- Behle, Jochen (* 1960), deutscher Skilangläufer und Bundestrainer
- Behle, Karl (1868–1941), deutscher Dreher und Politiker (SPD)
- Behle, Petra (* 1969), deutsche BiathletinPetra Behle (* 1969)

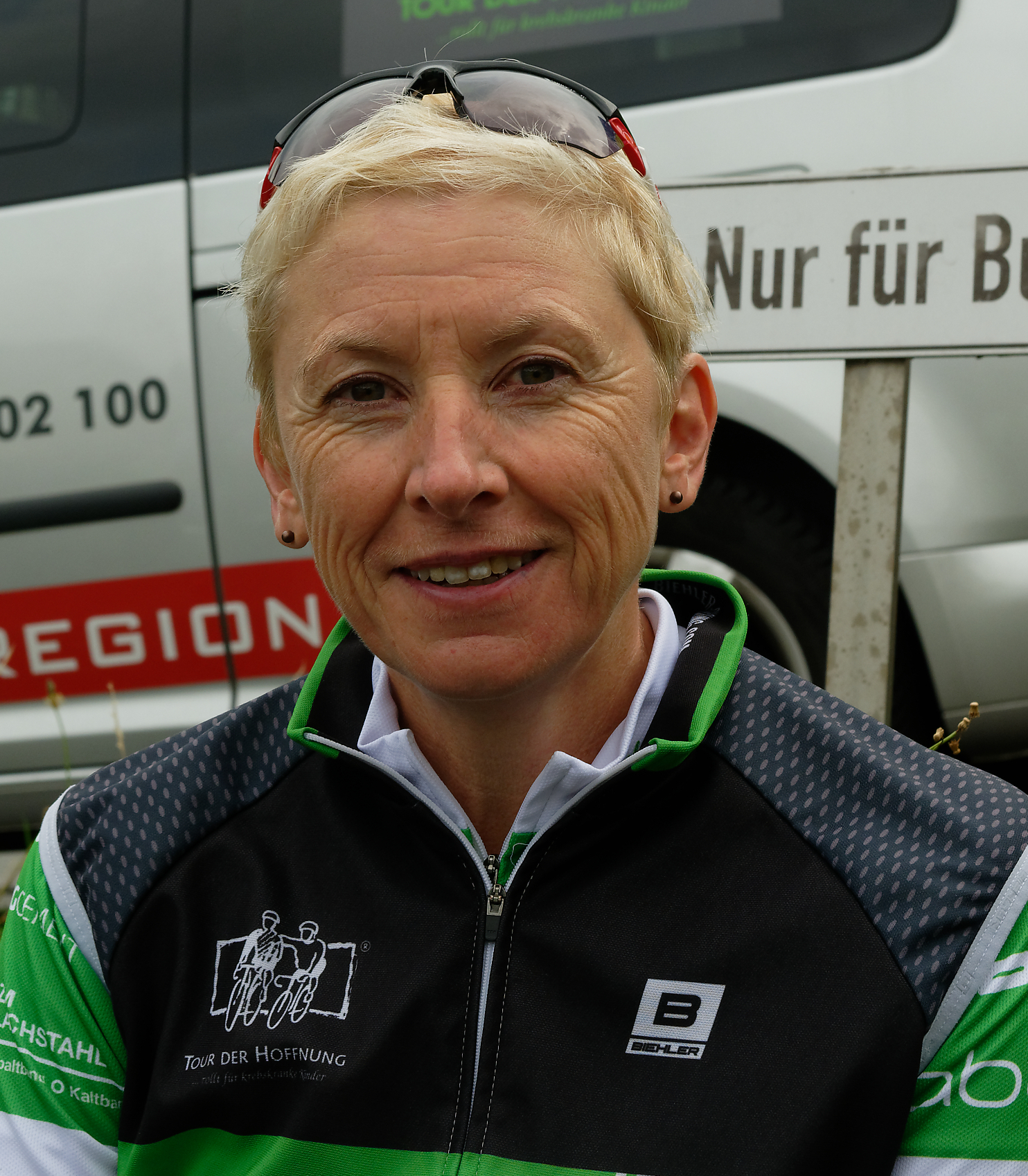
Petra Behle (* 1969)

- Behle, Renate (* 1945), österreichische Opernsängerin (Mezzosopran)
- Behleit, Edith (1931–2013), deutsche Schauspielerin
- Behlen, Anna (* 1993), deutsche Volleyball- und Beachvolleyballspielerin
- Behlen, Johann (1882–1950), deutscher Lehrer und Politiker (DVP, NSDAP)
- Behlen, Johannes (1780–1848), deutscher Politiker
- Behlen, Karl (1811–1874), deutscher Politiker, Landtagsabgeordneter des Großherzogtum Hessen
- Behlen, Ludwig Philipp (1714–1777), deutscher Priester und Weihbischof im Bistum Mainz
- Behlen, Matthes (* 1960), deutscher Volleyballspieler und heutiger -trainer
- Behlen, Stephan (1784–1847), deutscher Forstwissenschaftler
- Behlendorf, Brian (* 1973), US-amerikanischer Softwareentwickler (Apache Webserver)
- Behlendorff, Hans (1889–1961), deutscher General der Artillerie
- Behler, Ernst (1928–1997), deutscher Philosoph
- Behler, Gabriele (* 1951), deutsche Politikerin (SPD), MdL
- Behler, Hubert (1927–2010), deutscher Kommunalbeamter
- Behlert, Karl (1870–1946), deutscher Architekt und Baubeamter
- Behles, Eugen (1846–1919), deutscher Architekt
- Behles, Ferdi (* 1929), deutscher Politiker (CDU), MdL, saarländischer Finanzminister
- Behlić, Sabina (* 1988), kroatisches Model
- Behling, Erna (1884–1945), deutsche Widerstandskämpferin gegen den Nationalsozialismus, Krankenschwester
- Behling, Guido (* 1964), deutscher Kanute
- Behling, Heinz (1920–2003), deutscher Künstler, Grafiker und Karikaturist
- Behling, Klaus (* 1949), deutscher Journalist und Sachbuchautor, DDR-Diplomat
- Behling, Kurt (1906–1975), deutscher Rechtsanwalt
- Behling, Lottlisa (1909–1989), deutsche Botanikerin und Kunsthistorikerin
- Behlke, Joachim (1934–2011), deutscher Molekularbiologe
- Behlmer, Anna (* 1961), US-amerikanische Toningenieurin
- Behlmer, Curt (* 1960), US-amerikanischer Filmtechniker
- Behlmer, Gert Hinnerk (* 1943), deutscher Jurist und Politiker (SPD)
- Behlmer, Heike (* 1958), deutsche Ägyptologin
- Behluli, Shyhrete (* 1962), kosovo-albanische Sängerin

### Behm
- Behm (* 1994), finnische Sängerin und Songwriterin
- Behm, Alexander (1880–1952), deutscher Physiker
- Behm, Andreas (1962–2021), deutscher GewichtheberAndreas Behm (1962–2021)

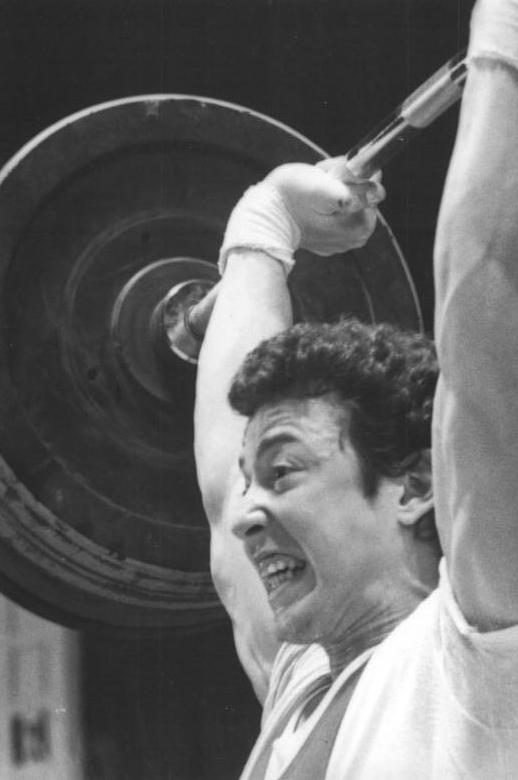
Andreas Behm (1962–2021)

- Behm, Charles (1883–1924), luxemburgischer Turner
- Behm, Christian (1831–1893), deutscher Rechtsanwalt und Politiker, MdR
- Behm, Christian Heinrich (1662–1740), Abt im Kloster Amelungsborn
- Behm, Christian Ludwig Johann (1728–1804), deutscher Jurist und Rostocker Bürgermeister
- Behm, Cornelia (* 1951), deutsche Politikerin (Bündnis 90/Die Grünen), MdB
- Behm, Donald (* 1945), US-amerikanischer Ringer
- Behm, Eduard (1862–1946), deutscher Pianist und Komponist
- Behm, Erasmus (1939–2007), deutscher Internist und Pharmazeut
- Behm, Ernst (1830–1884), deutscher Geograph
- Behm, Ernst (1902–1990), deutsch-schwedischer Pädagoge, politischer Aktivist und Emigrant
- Behm, Friedrich (1777–1838), deutscher Buchdrucker
- Behm, Gottfried (1636–1674), deutscher Benediktiner und Astronom
- Behm, Hans Wolfgang (1890–1973), deutscher naturwissenschaftlicher und esoterischer Schriftsteller
- Behm, Heinrich (1853–1930), deutscher lutherischer Theologe und Bischof
- Behm, Heinrich Wilhelm (1708–1780), deutscher Arzt und Hof-Apotheker Friedrichs II.
- Behm, Helene (1864–1942), deutsche Malerin
- Behm, Joachim (* 1941), deutscher Politiker (FDP), MdL
- Behm, Johann (1578–1648), deutscher lutherischer Theologe
- Behm, Johannes (1883–1948), deutscher lutherischer Theologe und Hochschullehrer
- Behm, Joseph (1815–1885), ungarndeutscher Kirchenmusiker und Komponist
- Behm, Karl (1858–1905), deutscher Genre- und Porträtmaler
- Behm, Karl (1864–1919), deutscher Konteradmiral der Kaiserlichen Marine, Direktor der Deutschen Seewarte zu Hamburg (1910 bis 1919)
- Behm, Magnus Carl von (1727–1806), russischer Offizier und VerwaltungsleiterMagnus Carl von Behm (1727–1806)

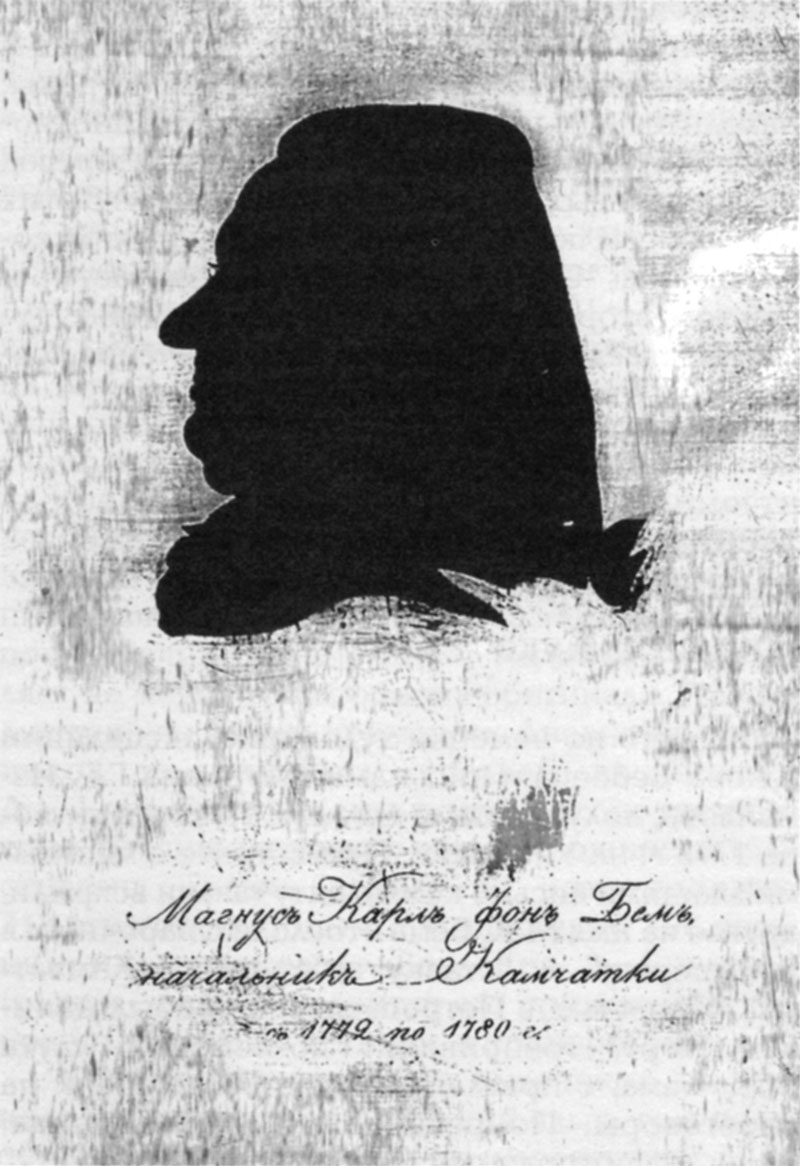
Magnus Carl von Behm (1727–1806)

- Behm, Margarete (1860–1929), deutsche Politikerin (DNVP), MdR
- Behm, Martin (1557–1622), deutscher Schriftsteller und Verfasser von Kirchenliedern
- Behm, Michael (1612–1650), deutscher lutherischer Theologe
- Behm, Michael (* 1984), deutscher Kinderdarsteller sowie Gitarrist und Tontechniker
- Behm, Otto (* 1884), deutscher Bibliothekar
- Behm, Robby (* 1986), deutscher Gewichtheber
- Behm, Stefan (1929–2005), österreichischer Politiker (ÖVP), Landtagsabgeordneter im Burgenland
- Behm, Thomas (* 1971), österreichischer Alpinist, Sportkletterer und Autor von Kletterführern
- Behm-Blancke, Günter (1912–1994), deutscher Archäologe, Vor- und Frühgeschichtsforscher
- Behm-Steidel, Gudrun (* 1958), deutsche Hochschullehrerin für Informationsmanagement an der Hochschule Hannover
- Behmann, Anton (1850–1932), österreichischer Orgelbauer
- Behmann, Heinrich (1891–1970), deutscher Mathematiker
- Behmann, Jan C. (* 1985), deutscher Journalist und Autor
- Behmann, Josef (1880–1932), österreichischer Orgelbauer
- Behmann, Wilhelm (* 1893), deutscher Tanzlehrer
- Behme, David (1605–1657), deutscher Pfarrer und Kirchenlieddichter
- Behme, Friedrich (1870–1958), deutscher Jurist, Fotograf, Geologe, Heimatforscher und Heimatkundler
- Behme, Hermann (1900–1969), deutscher Politiker (NSDAP), MdR
- Behme, Theda (1877–1961), deutsche Journalistin, Fotografin und Naturschützerin
- Behmel, Albrecht (* 1971), deutscher Historiker und Schriftsteller
- Behmen, Alija (1940–2018), bosnischer Politiker und Bürgermeister von Sarajevo
- Behmer, Anke (* 1961), deutsche Leichtathletin (Mehrkampf)Anke Behmer (* 1961)

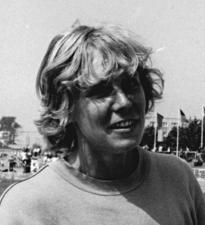
Anke Behmer (* 1961)

- Behmer, Ernst (1875–1938), deutscher Schauspieler
- Behmer, Eva (1909–1944), deutsche Schauspielerin bei Bühne und Film
- Behmer, Hans (1865–1926), deutscher Marine-Sanitätsoffizier
- Behmer, Hermann (1831–1915), deutscher Porträt-, Genre- und Historienmaler
- Behmer, Johann Christian, deutscher Jurist und Schriftsteller
- Behmer, Marcus (1879–1958), deutscher Illustrator, Buchkünstler und Maler
- Behmer, Markus (* 1961), deutscher Kommunikationswissenschaftler

### Behn
- Behn, Albert (1884–1969), Brauereidirektor und Gründer der Brauerei Schrempp
- Behn, Aphra (1640–1689), englische Schriftstellerin
- Behn, Ari (1972–2019), norwegischer SchriftstellerAri Behn (1972–2019)

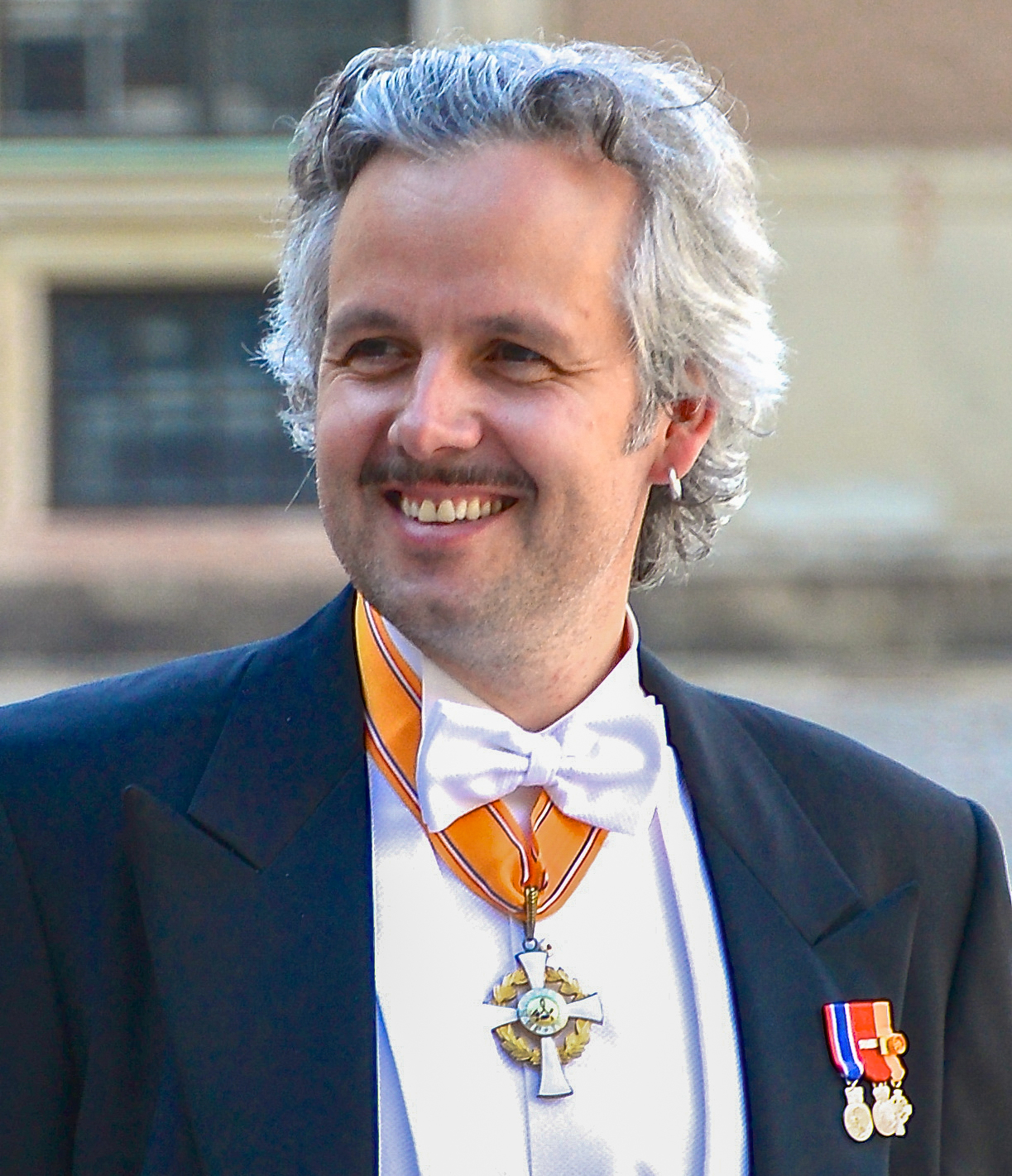
Ari Behn (1972–2019)

- Behn, August (1816–1886), deutscher Reeder und Kaufmann
- Behn, Carl Heinrich (1799–1853), deutscher Jurist und Politiker
- Behn, Friedrich (1883–1970), deutscher Prähistoriker
- Behn, Friedrich Daniel (1734–1804), deutscher Pädagoge, Rektor des Katharineums zu Lübeck und Vertreter der Aufklärung
- Behn, Fritz (1878–1970), deutscher Bildhauer
- Behn, Fritz (1904–1944), deutscher Kommunist und Widerstandskämpfer
- Behn, Georg Arnold (1846–1904), deutscher Kaufmann und Senator der Hansestadt Lübeck
- Behn, Georg Heinrich (1773–1855), deutscher Mediziner
- Behn, Heinrich Theodor (1819–1906), Lübecker Bürgermeister
- Behn, Hermann (1857–1927), deutscher Komponist, Dirigent und Klaviervirtuose
- Behn, Hermann Friedrich (1767–1846), deutscher evangelisch-lutherischer Geistlicher, Senior des Geistlichen Ministeriums in Lübeck
- Behn, Hermann Ludwig (1820–1901), Senatssyndikus und Hamburger Politiker
- Behn, Johann Heinrich (1802–1885), deutscher Jurist, Historiker und Parlamentarier
- Behn, Maud Angelica (* 2003), norwegische Schriftstellerin, Künstlerin und Mitglied der Königsfamilie
- Behn, Richard (1886–1974), deutscher Politiker (DVP, DP, GDP), MdHB
- Behn, Siegfried (1884–1970), deutscher Philosoph und Psychologe
- Behn, Steven (* 1995), deutscher Taekwondoin
- Behn, Timo (* 1973), deutscher bildender Künstler
- Behn, Wilhelm (1808–1878), deutscher Anatom und Zoologie sowie Präsident der Leopoldina (1870–1878)
- Behn, Wilhelm Theodor Peter (* 1906), deutscher Lehrer, Hochschuldozent, Autor und Rundfunksprecher
- Behn-Eschenburg, Hans (1864–1938), Schweizer Physiker und Unternehmer
- Behn-Eschenburg, Hermann (1814–1873), deutscher Anglist
- Behn-Grund, Friedl (1906–1989), deutscher Kameramann
- Behncke, Friedrich (1869–1957), deutscher Marineoffizier, zuletzt Konteradmiral der Reichsmarine
- Behncke, Heinrich Leo (1819–1914), Lübecker Weinhändler und Politiker
- Behncke, Marie (1880–1944), deutsche Politikerin (SPD)
- Behncke, Paul (1866–1937), deutscher AdmiralPaul Behncke (1866–1937)

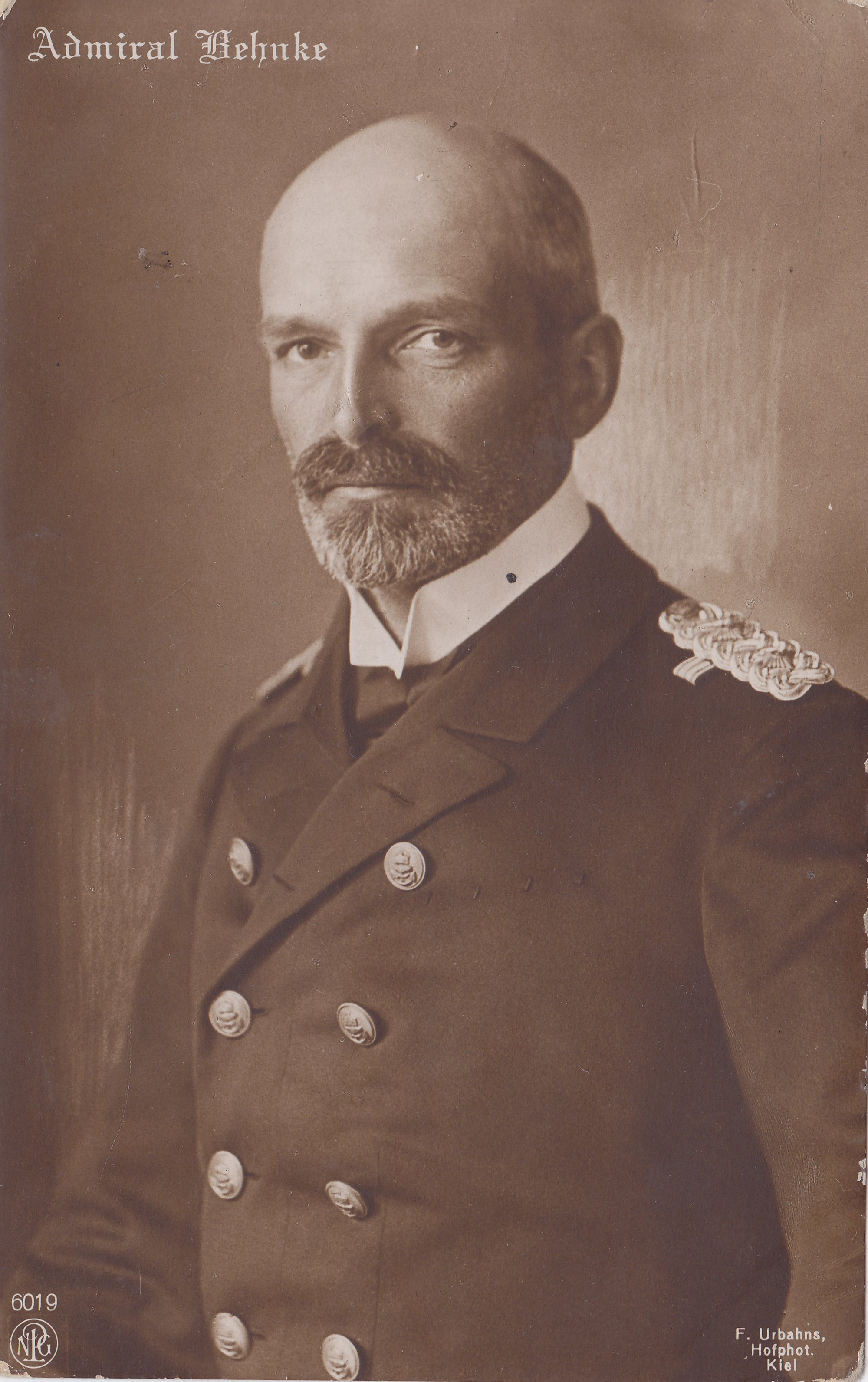
Paul Behncke (1866–1937)

- Behncke, Stephan Hinrich (1747–1824), Bürgermeister der Hansestadt Lübeck
- Behncke, Wilhelm (1809–1880), österreichischer Jurist und Politiker
- Behncke, Wilhelm (1858–1928), deutscher Verwaltungsbeamter
- Behncke, Wilhelm (1871–1938), deutscher Kunsthistoriker und Museumsleiter
- Behne, Adolf (1885–1948), deutscher Kunstpolitiker und Wissenschaftler
- Behne, August (* 1797), deutscher Jurist, Bürgermeister von Neustadt am Rübenberge
- Behne, Günter (* 1932), deutscher Fußballspieler
- Behne, Gustavus (1828–1895), deutschamerikanischer Porträt-, Historien-, Landschafts- und Stilllebenmaler der Düsseldorfer und Münchner Schule
- Behne, Joachim (* 1942), deutscher Brigadegeneral des Heeres der Bundeswehr
- Behne, Klaus-Ernst (1940–2013), deutscher Hochschullehrer, Professor der Musikwissenschaft mit dem Schwerpunkt Musikpsychologie
- Behne, Ulrich (1939–2023), deutscher Heimatforscher
- Behnel, Ingo (* 1962), deutscher Verwaltungsjurist und Ministerialbeamter
- Behnen, Michael (1938–2022), deutscher Historiker
- Behnert, Günter (1930–2015), deutscher Bergmann, Hochschuldozent und Buchautor
- Behnert, Holger (* 1964), deutscher Fußballspieler
- Behnes, Alexander (1843–1924), deutscher Architekt, Diözesanbaumeister in Osnabrück
- Behnes, Clemens August (1775–1838), Jurist, Amtsvogt und Historiker
- Behnes, Georg (1870–1951), deutscher Rittergutsbesitzer, Verwaltungsbeamter und Parlamentarier
- Behning, Alex (* 1968), deutscher Sänger, Songwriter und Liedermacher
- Behnisch, Franz Joachim (1920–1983), deutscher Schriftsteller
- Behnisch, Günter (1922–2010), deutscher Architekt und Hochschullehrer
- Behnisch, Hedwig (1873–1963), deutsche Malerin des Impressionismus
- Behnisch, Stefan (* 1957), deutscher Architekt
- Behnisch, Urs (* 1959), Schweizer Rechtswissenschaftler
- Behnke, Carola (* 1962), deutsche Schauspielerin
- Behnke, Erich (1893–1977), deutscher Politiker, Journalist und Chefredakteur (KPD/SED)
- Behnke, Frank (* 1955), deutscher Musiker, Autor, Filmregisseur, Filmeditor, Filmtonmeister, Filmschauspieler, Film Sound Designer und Filmdozent
- Behnke, Frank (* 1962), deutscher Schauspieler
- Behnke, Frank (* 1962), deutscher Regisseur und Dramaturg
- Behnke, Fritz (1888–1932), deutscher Maler, Werbegrafiker
- Behnke, Gunther (* 1963), deutscher Basketballspieler
- Behnke, Heinrich (1898–1979), deutscher Mathematiker Hochschullehrer und Rektor
- Behnke, Joachim (* 1962), deutscher Politikwissenschaftler
- Behnke, Julia (* 1993), deutsche Handballspielerin
- Behnke, Kathleen (* 1965), deutsche Politikerin (Bündnis 90/Die Grünen), MdL
- Behnke, Kerstin (* 1969), deutsche Chorleiterin und Dirigentin
- Behnke, Klaus (1950–2015), deutscher Psychologe und Autor
- Behnke, Klaus P. (* 1952), deutscher Verwaltungsjurist
- Behnke, Kurt (1899–1964), deutscher Verwaltungsjurist und Ministerialbeamter
- Behnke, Martin (* 1978), deutscher DrehbuchautorMartin Behnke (* 1978)

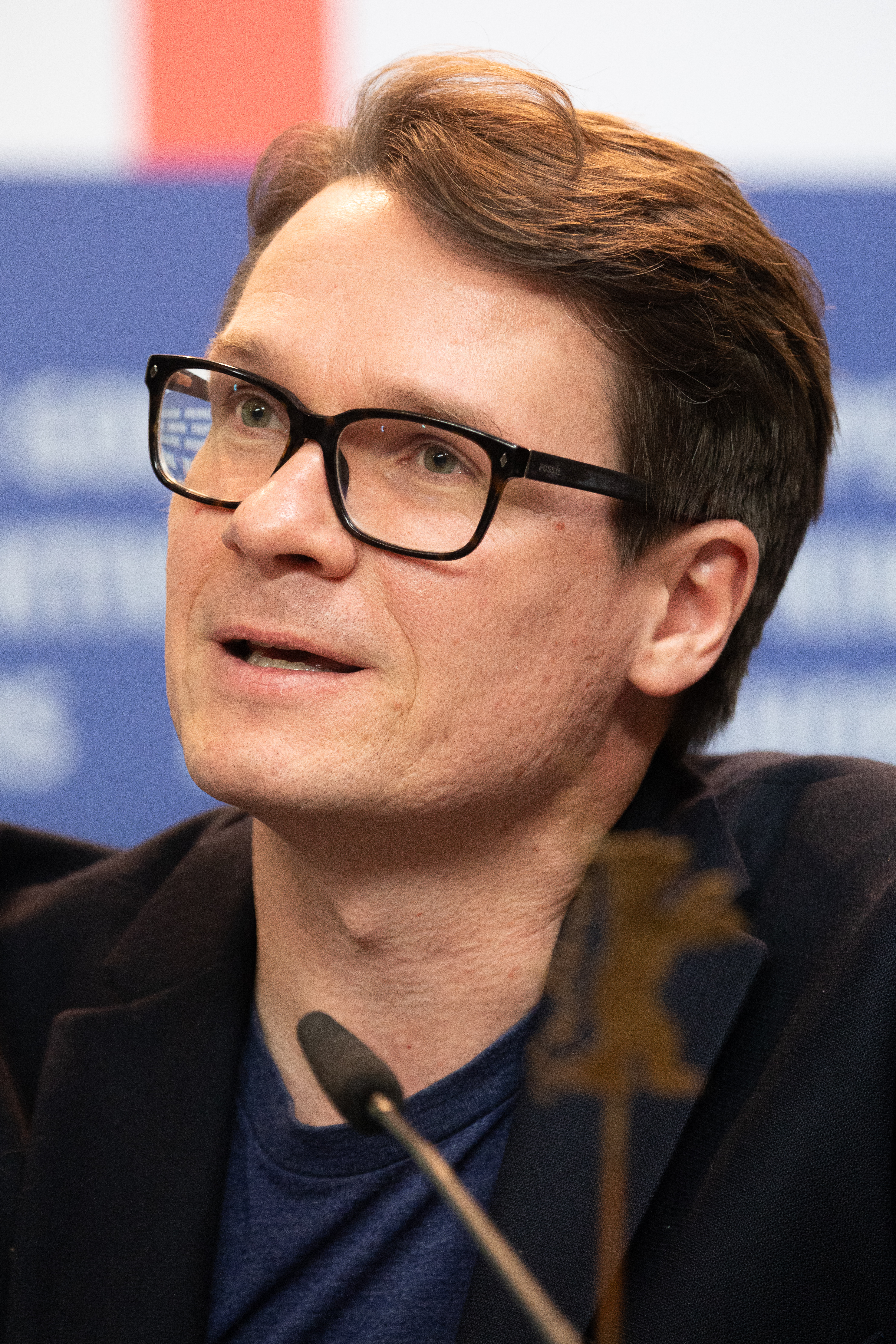
Martin Behnke (* 1978)

- Behnke, Nathalie (* 1973), deutsche Politikwissenschaftlerin und Hochschullehrerin
- Behnke, Silvia, deutsche Balletttänzerin und Theaterpädagogin am Theater Krefeld und Mönchengladbach
- Behnke, Simone (* 1967), deutsche Schriftstellerin
- Behnke, Till (* 1979), deutscher Unternehmer und Rugby-Nationalspieler
- Behnke, Wilhelm (1914–1979), deutscher Politiker (KPD, SED), MdV
- Behnken, Annette (* 1969), deutsche evangelische Pastorin
- Behnken, Heinrich (1880–1960), deutscher Autor niederdeutscher Werke
- Behnken, Hermann (1889–1945), deutscher Physiker
- Behnken, John W. (1884–1968), US-amerikanischer evangelischer Geistlicher
- Behnken, Klaus (1944–2016), deutscher Journalist
- Behnken, Lukas (* 1979), US-amerikanischer Schauspieler, Synchronsprecher, Filmproduzent und Filmschaffender
- Behnken, Robert (* 1970), US-amerikanischer Astronaut
- Behnne, Harriet (1874–1963), US-amerikanische Opernsängerin (Alt)
- Behnsch, Ottomar (1813–1869), deutscher Politiker und Theologe
- Behnsen, Henry (1875–1942), deutscher Unternehmer

### Beho
- Behogne, Oscar (1900–1970), belgischer Politiker
- Béhotéguy, André (1900–1960), französischer Rugby-Union-Spieler
- Běhounek, František (1898–1973), tschechischer Physiker und Schriftsteller
- Behounek, Jonas (* 1998), deutscher Fußballspieler
- Běhounek, Kamil (1916–1983), deutscher Jazz- und Unterhaltungsmusiker (Akkordeon, Tenorsaxophon)
- Behounek, Mathias (* 1975), deutscher Snowboarder in den Alpin-Disziplin
- Behounek, Raffael (* 1997), österreichischer Fußballspieler
- Běhounek, Rudolf (1902–1974), tschechischer Geophysiker

### Behr
- Behr, Alfred (1913–2008), deutscher Astrophysiker
- Behr, Alfred von (1812–1862), deutscher Mediziner und Politiker
- Behr, Andrea (* 1969), deutsche Politikerin (CSU)
- Behr, Andreas (* 1967), deutscher Wirtschaftswissenschaftler
- Behr, Andreas (* 1975), deutscher Eisschnellläufer
- Behr, Annkathrin (* 1990), deutsche Politikerin (SPD), MdHB
- Behr, Anton von (1849–1931), deutscher Architekt, preußischer Baubeamter, Denkmalpfleger und Architekturschriftsteller
- Behr, Arno (1846–1921), US-amerikanischer Chemiker
- Behr, Arno (* 1952), deutscher Chemiker
- Behr, Artur von (1904–1974), deutsch-baltischer Verleger und politischer Aktivist
- Behr, August (1937–2022), deutscher Physiker
- Behr, Bruno (* 1891), deutscher Unternehmer
- Behr, Burchard Christian von (1714–1771), deutscher Oberappellationsgerichtsrat in Celle
- Behr, Carel Jacobus (1812–1895), niederländischer Vedutenmaler
- Behr, Carl (1874–1943), deutscher Augenarzt und Hochschullehrer an der Universität Hamburg
- Behr, Carl von (1835–1906), deutscher Rittergutsbesitzer und Verwaltungsjurist, MdR
- Behr, Carl von (1865–1933), preußischer Politiker, Rittergutsbesitzer in der Provinz Pommern
- Behr, Christian (* 1961), deutscher evangelischer Geistlicher, Superintendent des Kirchenbezirks Dresden Mitte in der Evangelisch-Lutherischen Landeskirche Sachsen
- Behr, Christoph (* 1989), deutscher Fußballspieler
- Behr, Denis (* 1980), deutscher Zauberkünstler und Autor
- Behr, Dominik (* 1981), deutscher Florettfechter
- Behr, Edgar (1910–1985), deutscher Regattasegler
- Behr, Emily (* 1976), deutsche Schauspielerin, Hörbuch- und Synchronsprecherin
- Behr, Ernst (1854–1923), deutscher Verwaltungsbeamter und -richter
- Behr, Ernst (1869–1934), deutscher Kaufmann und Unternehmer
- Behr, Franz (1876–1948), deutscher Fußballspieler, -trainer, -schiedsrichter und -funktionär
- Behr, Friedrich (1898–1958), deutscher evangelischer Theologe
- Behr, Friedrich von (1821–1892), deutscher Gutsbesitzer und Politiker, MdR
- Behr, Fritz (1881–1974), deutscher Kommunalpolitiker (SPD, SED), Lehrer und Literaturwissenschaftler
- Behr, Georg Heinrich (1708–1761), elsässischer Mediziner, Arzt in Straßburg und Leibarzt des Grafen von Hohenlohe-Waldenburg
- Behr, Giorgio (* 1948), Schweizer Unternehmer, Rechtsanwalt, Wirtschaftsprüfer und Universitätsprofessor
- Behr, Gustav (1817–1881), deutscher Arzt und Politiker, MdL
- Behr, Gustav von (1826–1909), preußischer Generalleutnant
- Behr, Hans Hermann (1818–1904), deutscher Mediziner, Botaniker und Entomologe
- Behr, Hans-Georg (1937–2010), österreichischer Journalist und Sachbuchautor
- Behr, Hans-Joachim (* 1930), deutscher Archivar und Historiker
- Behr, Hans-Joachim (1949–2018), deutscher Germanist
- Behr, Harry Harun (* 1962), deutscher Hochschullehrer für islamische Religionslehre
- Behr, Heinrich (1821–1897), deutscher Theaterschauspieler, Sänger (Bass), Theaterregisseur und -intendant
- Behr, Heinrich Gottlieb (1803–1877), deutscher evangelischer Theologe und Autor
- Behr, Heinrich von (1902–1983), deutscher Offizier der Wehrmacht und der Bundeswehr
- Behr, Heinz-Peter (* 1955), deutscher Diplomat
- Behr, Helmut (* 1952), deutscher Fußballspieler
- Behr, Henning Ernst von (1706–1783), preußischer Generalmajor
- Behr, Hermann (1792–1848), deutscher evangelischer Pfarrer und Politiker
- Behr, Hermann (1821–1879), deutscher Arzt und Politiker, MdL
- Behr, Hermann (1875–1947), deutscher Komponist, Kapellmeister, Dirigent und Geiger
- Behr, Hildegard (1905–2000), deutsche Schriftstellerin, Genealogin und Heimatforscherin
- Behr, Horst (* 1923), deutscher Fußballspieler
- Behr, Ira Steven (* 1953), US-amerikanischer Film- und Fernsehproduzent und DrehbuchautorIra Steven Behr (* 1953)

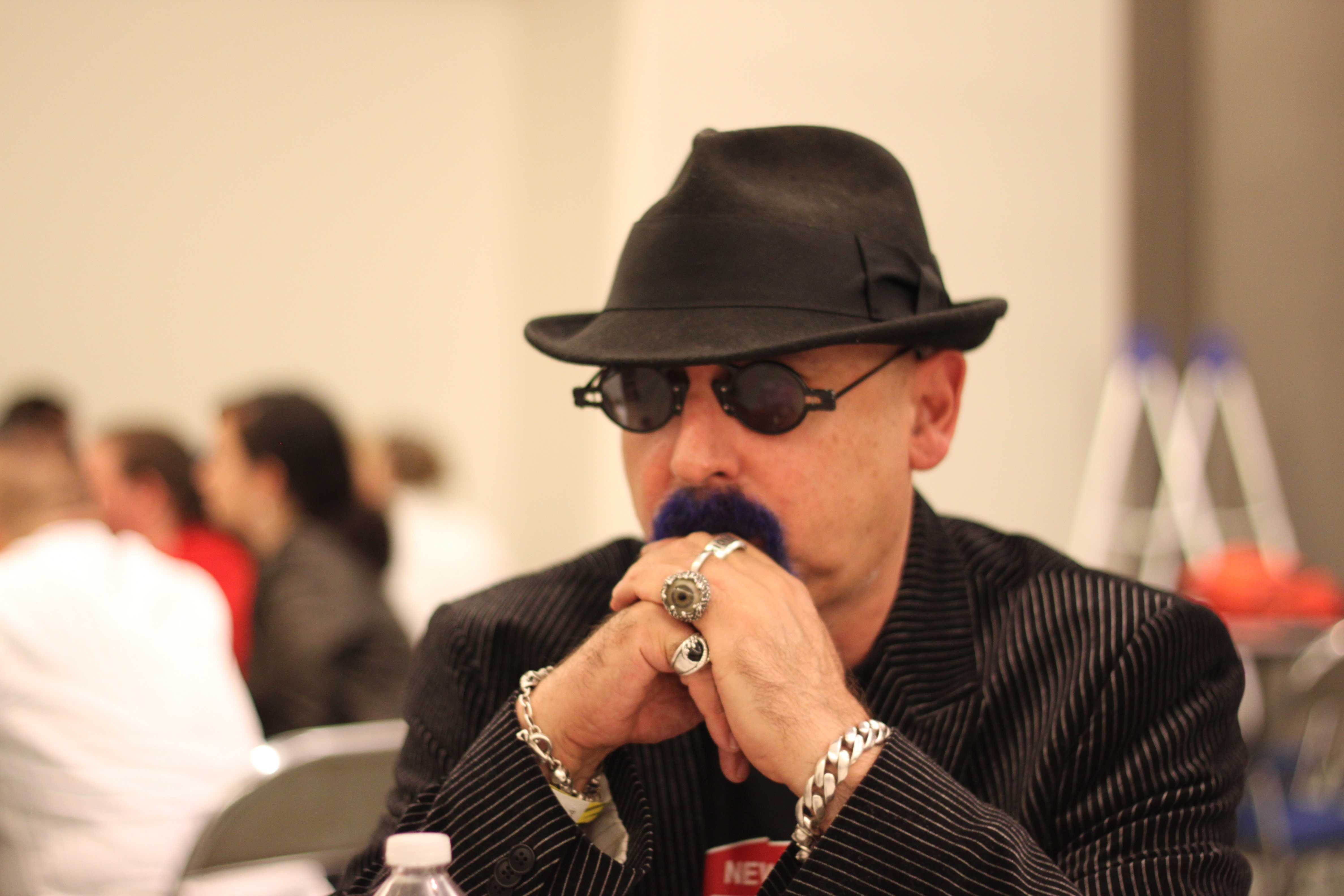
Ira Steven Behr (* 1953)

- Behr, Isaschar Falkensohn (1746–1817), deutsch-jüdischer Militärarzt und Lyriker
- Behr, Jan (1911–1996), tschechoslowakisch-amerikanischer Pianist und Dirigent
- Behr, Jan-Marco (* 1988), deutscher Handballspieler
- Behr, Jason (* 1973), US-amerikanischer SchauspielerJason Behr (* 1973)

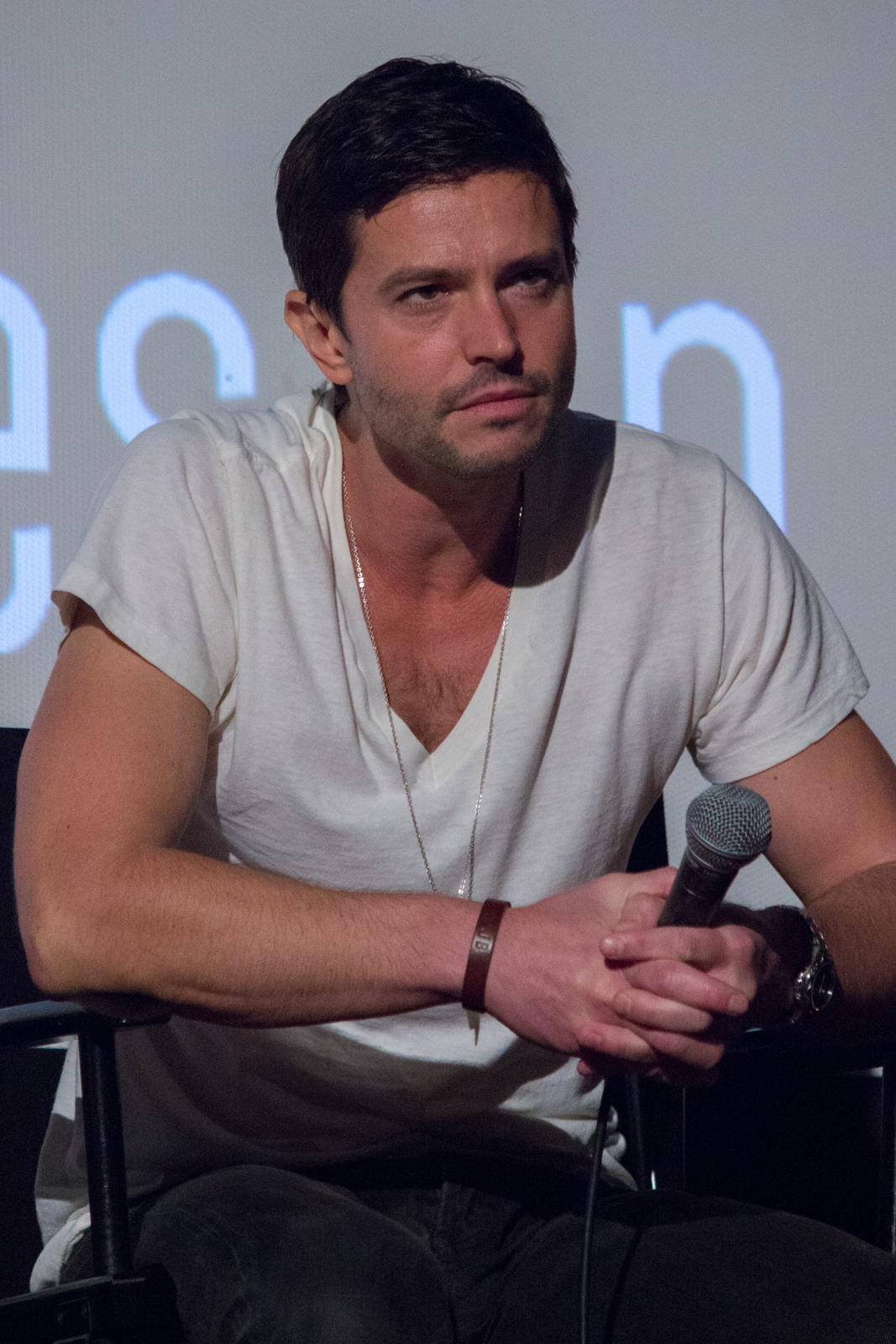
Jason Behr (* 1973)

- Behr, Johann Adam († 1805), Weihbischof in Bamberg
- Behr, Johann Heinrich († 1717), deutscher Architekt
- Behr, Johann Heinrich August von (1793–1871), deutscher Politiker, sächsischer Landesminister
- Behr, Johann von der, deutscher Weltreisender
- Behr, Johannes (1875–1973), deutscher Geologe
- Behr, Johannes (* 1981), deutscher Jazzmusiker (Gitarre)
- Behr, John (* 1966), britischer orthodoxer Priester und Patristiker
- Behr, Julie (* 1843), deutsche Porträt- und Genremalerin, Schriftstellerin und Übersetzerin
- Behr, Jürgen (* 1960), deutscher Facharzt für Innere Medizin, Lungen- und Bronchialheilkunde sowie Kardiologie und Allergologe
- Behr, Karl (* 1892), deutscher Arbeiter, Drucker und Politiker (KPD)
- Behr, Karl Howell (1885–1949), US-amerikanischer Tennisspieler und Bankier sowie Überlebender des Untergangs der „Titanic“
- Behr, Karl von (1864–1941), preußischer Justizbeamter, Landrat und Kabinettsrat, Verbreiter eugenischen Gedankenguts
- Behr, Karsten (* 1964), deutscher Politiker (CDU), MdL
- Behr, Kurt von (1890–1945), nationalsozialistischer deutscher Funktionär
- Behr, Leandra (* 1996), deutsche Florettfechterin und deutsche Meisterin
- Behr, Lothar (1912–2003), deutscher Botaniker und Hochschullehrer
- Behr, Marius (* 1997), deutscher Basketballspieler
- Behr, Mark (1963–2015), südafrikanischer Schriftsteller
- Behr, Martina (* 1977), deutsche Übersetzungswissenschaftlerin
- Behr, Matthias (* 1955), deutscher Florettfechter und OlympiasiegerMatthias Behr (* 1955)

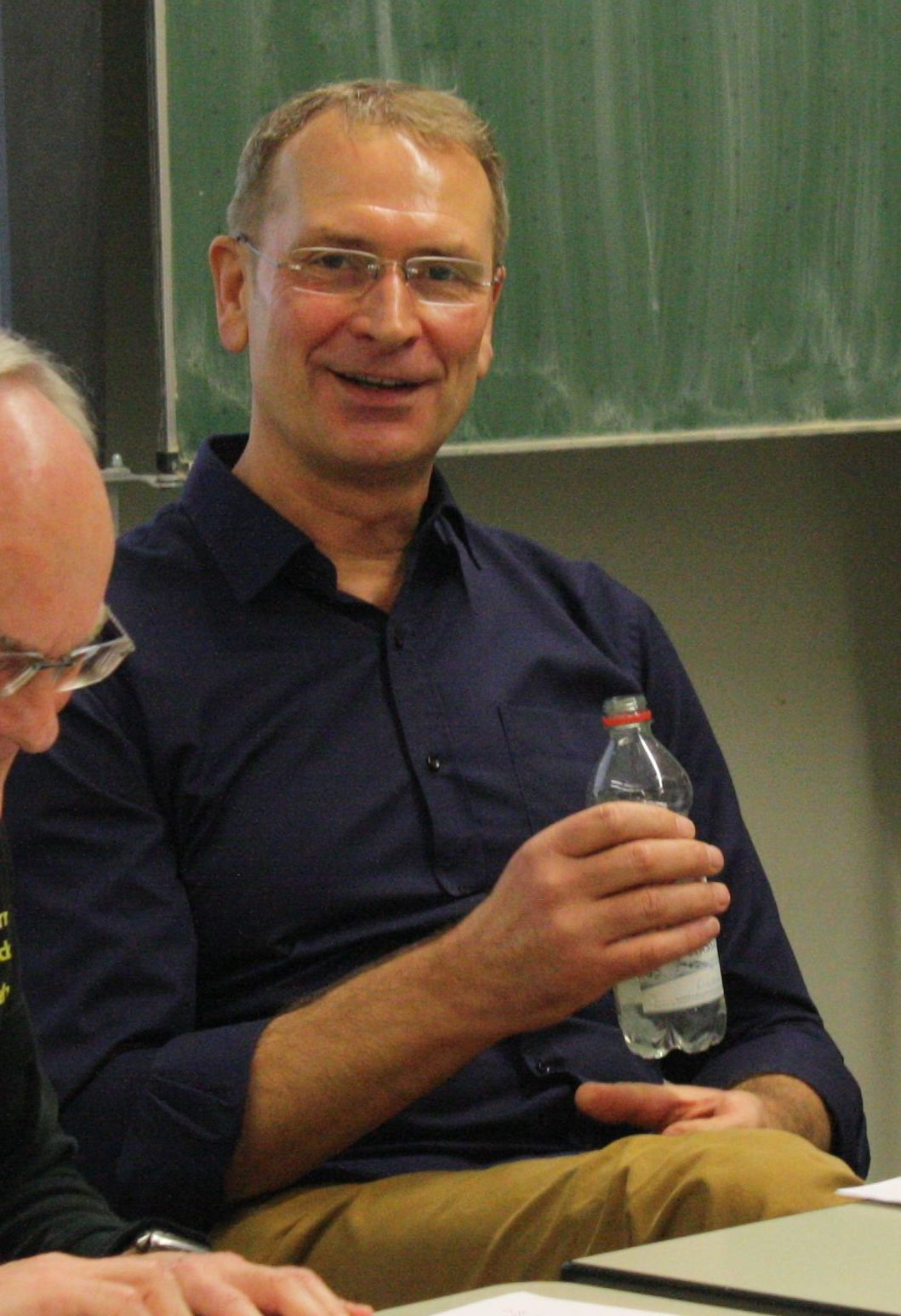
Matthias Behr (* 1955)

- Behr, Matthias Johann von (1685–1729), Mecklenburg-Strelitzscher Diplomat und Historiker
- Behr, Max (1857–1934), deutscher Naturforscher und Tierschützer
- Behr, Max von (1879–1951), deutscher Generalleutnant der Waffen-SS, SS-Gruppenführer, Stabsführer des NS-Kriegerbundes
- Behr, Melissa (* 1964), US-amerikanische Schauspielerin, Künstlerin, Fotografin und Filmschaffende
- Behr, Noam (* 1975), israelischer Tennisspieler
- Behr, Ottmar von (1810–1856), deutsch-amerikanischer Farmer, Meteorologe und Naturforscher
- Behr, Pamela (* 1956), deutsche Skirennläuferin
- Behr, Philipp von (1899–1982), deutsch-baltischer Marineoffizier im Zweiten Weltkrieg
- Behr, Rafael (* 1958), deutscher Polizeiwissenschaftler
- Behr, Randall (1952–2005), US-amerikanischer Dirigent
- Behr, Reinhart (1928–2003), deutscher Mathematiker, Physiker und Politiker (AL, Bündnis 90/Die Grünen), MdA
- Behr, Reinhold (* 1948), deutscher Fechter
- Behr, Rudolf (1905–1974), deutscher Parteifunktionär (NSDAP)
- Behr, Samuel Rudolph, deutscher Tanzmeister
- Behr, Samuel von († 1621), mecklenburgischer Politiker
- Behr, Sepp (1929–2023), deutscher Skirennläufer
- Behr, Sophie (1935–2015), deutsche Journalistin und Schriftstellerin
- Behr, Susan Rose, Filmproduzentin aus dem Bereich der Dokumentarfilme
- Behr, Thomas M. (1966–2010), deutscher Nuklearmediziner und Hochschullehrer
- Behr, Victoria (* 1979), deutsche Kostümbildnerin
- Behr, Volker (* 1941), deutscher Rechtswissenschaftler
- Behr, Whitney (* 1981), amerikanische Erdsystem-Wissenschaftlerin
- Behr, Wilhelm (1904–1944), deutscher Landrat des Kreises Meschede (1937–1939)
- Behr, Wilhelm Joseph (1775–1851), deutscher Jurist und Politiker
- Behr, Winrich (1918–2011), deutscher Militär und Manager
- Behr-Bandelin, Felix von (1834–1894), deutscher Rittergutsbesitzer, Hofbeamter und Kolonialpolitiker
- Behr-Bandelin, Hugold von (1866–1943), deutscher Soldat, Diplomat und Gutsbesitzer
- Behr-Negendanck, Vicke von (* 1949), deutscher Priester, Anthroposoph
- Behr-Negendank, Carl von (1791–1827), deutscher Gutsbesitzer und Politiker
- Behr-Negendank, Ulrich von (1826–1902), deutscher Politiker, MdR
- Behr-Schnabel, Therese (1876–1959), deutsche Sängerin

#### Behra
- Behra, Jean (1921–1959), französischer Rennfahrer
- Behra, José (1924–1997), französischer Rennfahrer
- Behram, Nihat (* 1946), kurdischstämmiger türkischer Journalist, Filmproduzent, Lyriker und Romanautor
- Behram, Tunç Murat (* 1990), türkischer Fußballspieler
- Behrami, Valon (* 1985), Schweizer FussballspielerValon Behrami (* 1985)

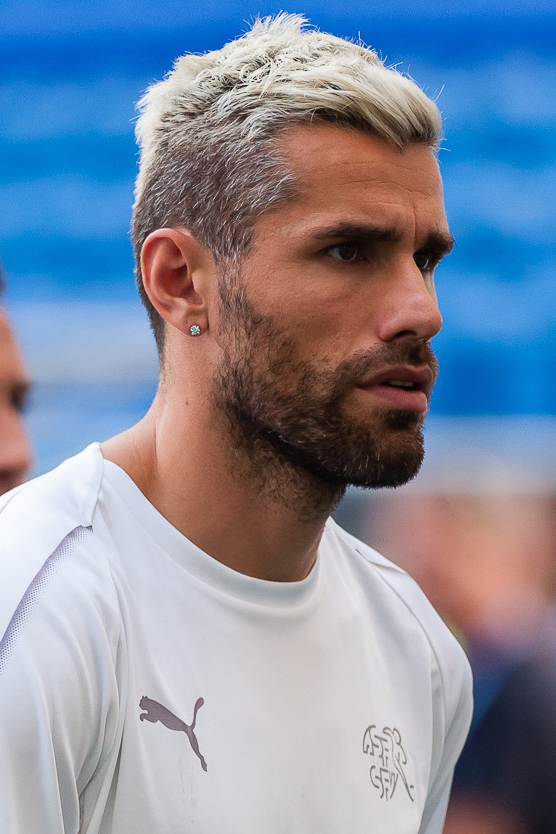
Valon Behrami (* 1985)

- Behrangi, Samad (1939–1967), aserbaidschanischer Schriftsteller

#### Behrb
- Behrbohm, Hermann (1907–1977), deutscher Mathematiker und Flugzeugkonstrukteur

#### Behre
- Behre, Alfred (1876–1966), deutscher Chemiker
- Behre, Charles Henry (1896–1986), US-amerikanischer Geologe
- Behre, David (* 1986), deutscher Behindertensportler und Paralympics-Teilnehmer der Leichtathletik
- Behre, Friedrich (1819–1888), deutscher Pädagoge, Schulleiter, Herausgeber, Kommunalpolitiker und Bankmanager
- Behre, Gustav (1903–1973), deutscher Maler und Graphiker
- Behre, Herbert (1927–1994), deutscher Pädagoge
- Behre, Johannes (1897–1960), deutscher Politiker (SPD), Mitglied der Stadtverordnetenversammlung von Groß-Berlin
- Behre, Karl-Ernst (* 1935), deutscher Archäobotaniker
- Behre, Ulf (* 1975), deutscher American-Football-Spieler
- Behre, Wilfried (* 1956), deutscher Bildhauer
- Behre, Wilhelm (1923–2007), deutscher Heimatforscher

##### Behren
- Behren, Frank von (* 1976), deutscher HandballspielerFrank von Behren (* 1976)

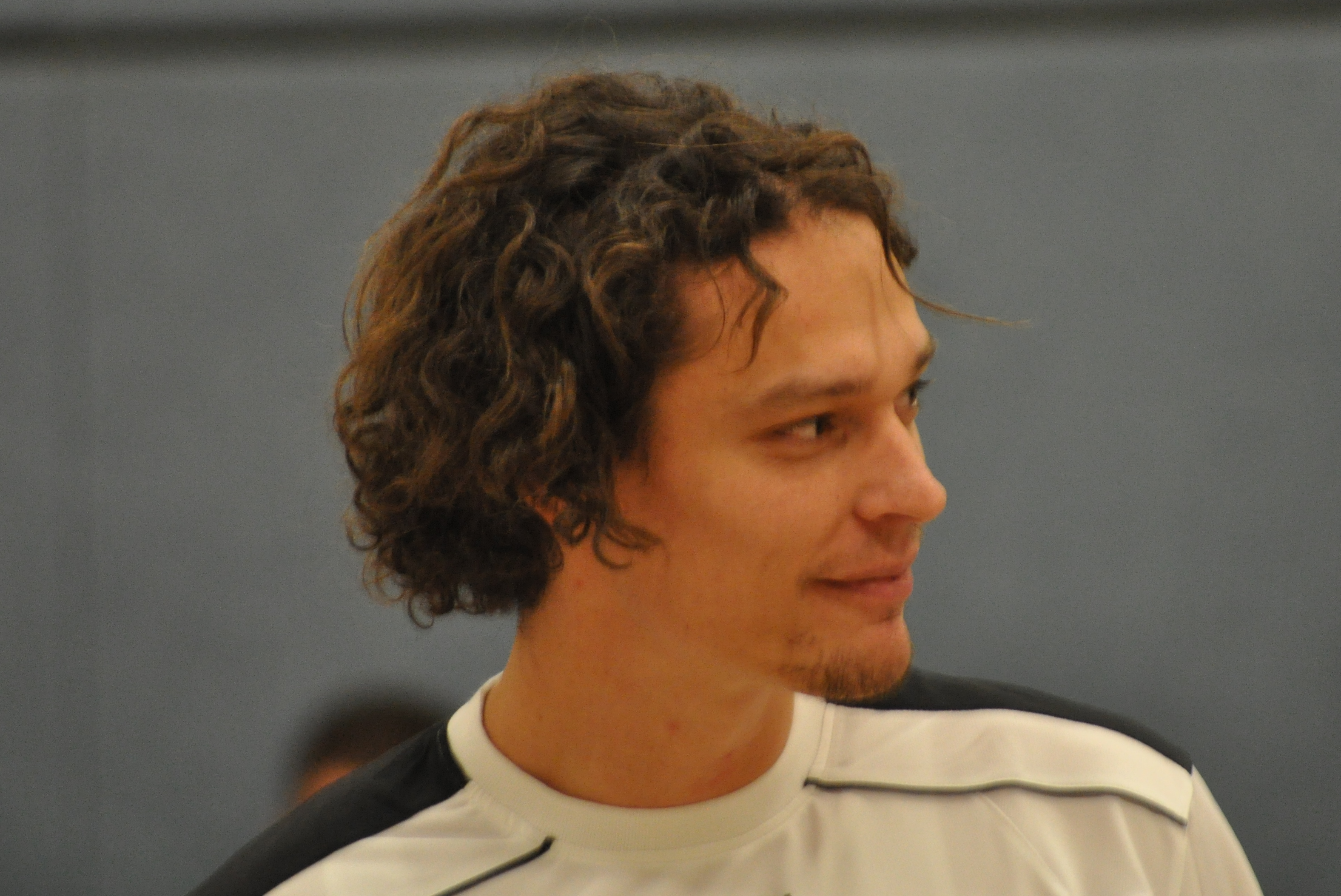
Frank von Behren (* 1976)

- Behren, Meinrad (1916–2004), deutscher Geistlicher
- Behren, Paul (* 1991), deutscher Schauspieler
- Behren, Sarah von (* 1980), deutsche Sportjournalistin und Moderatorin

###### Behrenb
- Behrenbeck, Dieter (* 1936), deutscher Internist
- Behrenbeck, Marc (* 1982), deutscher TV- und Radiomoderator
- Behrenbruch, Pascal (* 1985), deutscher ZehnkämpferPascal Behrenbruch (* 1985)

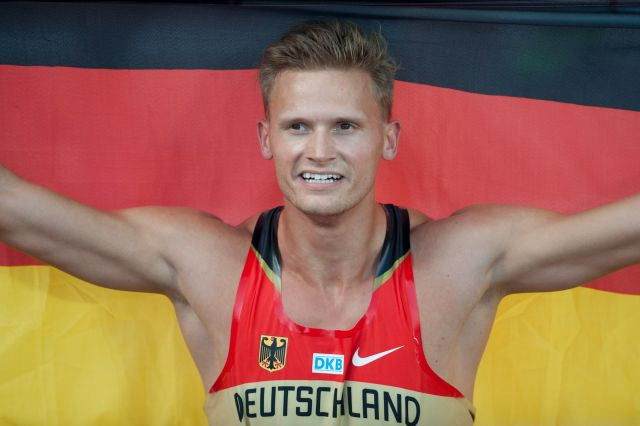
Pascal Behrenbruch (* 1985)

###### Behrend
- Behrend, Adolf (1869–1946), deutscher Artist und Flugpionier
- Behrend, Andreas (* 1963), deutscher Schwimmer
- Behrend, Clara (* 1876), deutsche Schriftstellerin
- Behrend, Dora Eleonore (* 1877), deutsche Schriftstellerin
- Behrend, Elisabeth (* 1887), deutsche Sachbuch-Autorin, Dichterin und Zeichnerin sowie Illustratorin zur Säuglingspflege
- Behrend, Ernst (1851–1912), preußischer Beamter und Schriftsteller
- Behrend, Ernst (1882–1938), deutscher Jurist
- Behrend, Felix (* 1875), deutscher Ingenieur
- Behrend, Felix (1911–1962), deutsch-australischer Mathematiker
- Behrend, Felix Wilhelm (1880–1957), deutscher Schulleiter und Vorsitzender des Deutschen Philologenverbands
- Behrend, Franz (1864–1918), deutscher Verwaltungsjurist
- Behrend, Friedrich Jacob (1803–1889), deutscher Mediziner, Oberarzt der Sittenpolizei in Berlin
- Behrend, Fritz (1878–1939), deutscher Germanist, Archivar und Hochschullehrer
- Behrend, Fritz (1885–1949), deutscher Geologe und Hochschullehrer
- Behrend, Georg (* 1954), deutscher Satiriker und Journalist
- Behrend, George (1922–2010), britischer Eisenbahnhistoriker und Reiseschriftsteller
- Behrend, Gustav (1847–1925), deutscher Mediziner
- Behrend, Heike (* 1947), deutsche Ethnologin und Afrikanistin
- Behrend, Hermann-Heinrich (1898–1987), deutscher Generalmajor im Zweiten Weltkrieg
- Behrend, Hilde (1917–2000), deutsch-britische Wirtschaftswissenschaftlerin und Hochschullehrerin
- Behrend, Jacob Friedrich (1833–1907), deutscher Jurist
- Behrend, Jeanne (1911–1988), US-amerikanische Pianistin
- Behrend, Jenny (* 1996), deutsche HandballspielerinJenny Behrend (* 1996)

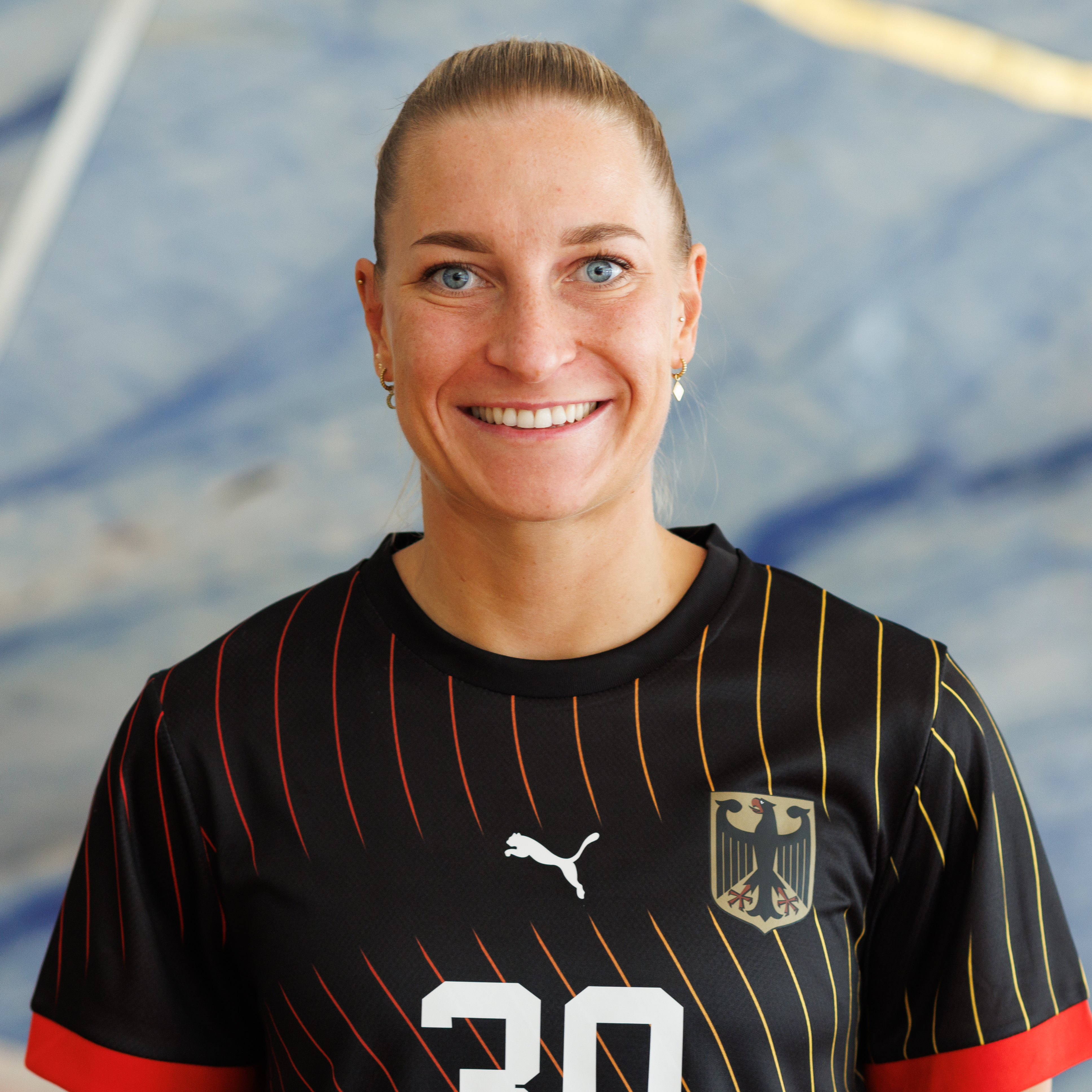
Jenny Behrend (* 1996)

- Behrend, Jens-Peter (* 1945), deutscher Drehbuchautor, Filmproduzent, Regisseur und Theaterleiter
- Behrend, Jörg (* 1966), deutscher Geräteturner
- Behrend, Kai (* 1961), deutscher Mathematiker
- Behrend, Katharina Eleonore (1888–1973), deutsch-niederländische Fotografin
- Behrend, Kurt (1905–1989), deutscher Politiker (SPD), MdA
- Behrend, Louise (1916–2011), US-amerikanische Geigerin und Musikpädagogin
- Behrend, Manfred (1930–2006), deutscher Historiker und Publizist
- Behrend, Martin (1865–1926), deutscher Wirtschaftswissenschaftler, Berater der japanischen Regierung, deutscher Rektor
- Behrend, Max (1862–1927), deutscher Theaterschauspieler, -regisseur, -intendant und Bühnenschriftsteller
- Behrend, Nicola (* 1962), deutsche Juristin, Richterin am Bundessozialgericht
- Behrend, Paul (1853–1905), deutscher Agrikulturchemiker
- Behrend, Raimund (1832–1906), deutscher Gutsbesitzer und Politiker, MdR
- Behrend, Richard (1889–1956), deutscher Diplomat
- Behrend, Robert (1856–1926), deutscher Chemiker
- Behrend, Rosa Eleonore (1818–1842), deutsche Sängerin
- Behrend, Rudolf (1895–1979), deutscher Maler und Grafiker
- Behrend, Siegfried (1933–1990), deutscher Gitarrist und Komponist
- Behrend, Thomas (* 1964), deutscher DokumentarfilmerThomas Behrend (* 1964)

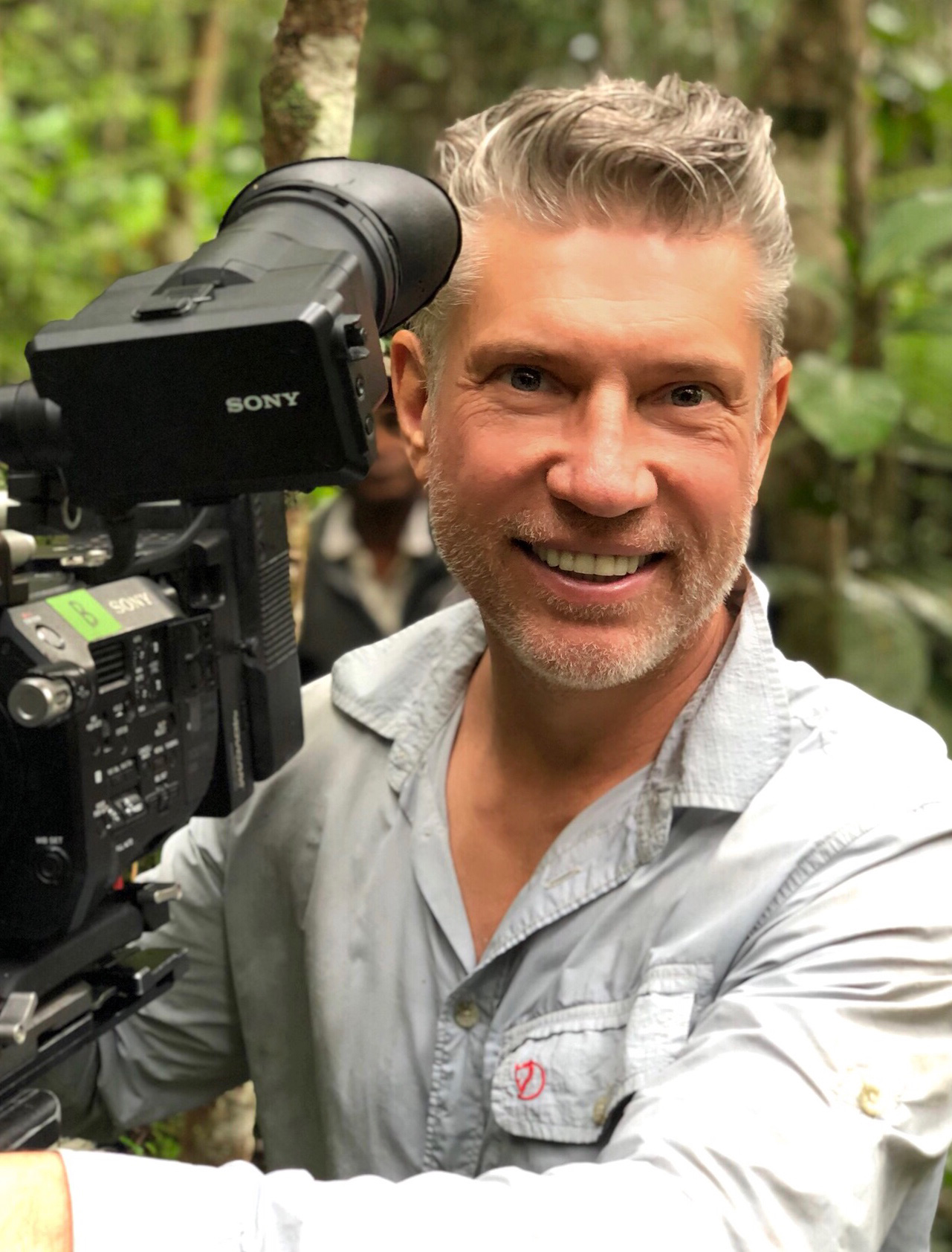
Thomas Behrend (* 1964)

- Behrend, Tomas (* 1974), deutsch-brasilianischer Tennisspieler
- Behrend, Ute (* 1961), deutsche Künstlerin, Verlegerin und Dozentin
- Behrend, Walter (1885–1954), deutscher Redakteur und Feuilletonist
- Behrend, Werner (1918–1987), deutscher Politiker (CDU)
- Behrend, Wolfgang (1944–2015), deutscher Maler, Zeichner, Illustrator und Fotograf
- Behrendorff, Jason (* 1990), australischer Cricketspieler
- Behrends, Andrea (* 1966), deutsche Ethnologin
- Behrends, Caroline (* 1801), deutsche Schriftstellerin
- Behrends, Constanze (* 1981), deutsche SchauspielerinConstanze Behrends (* 1981)

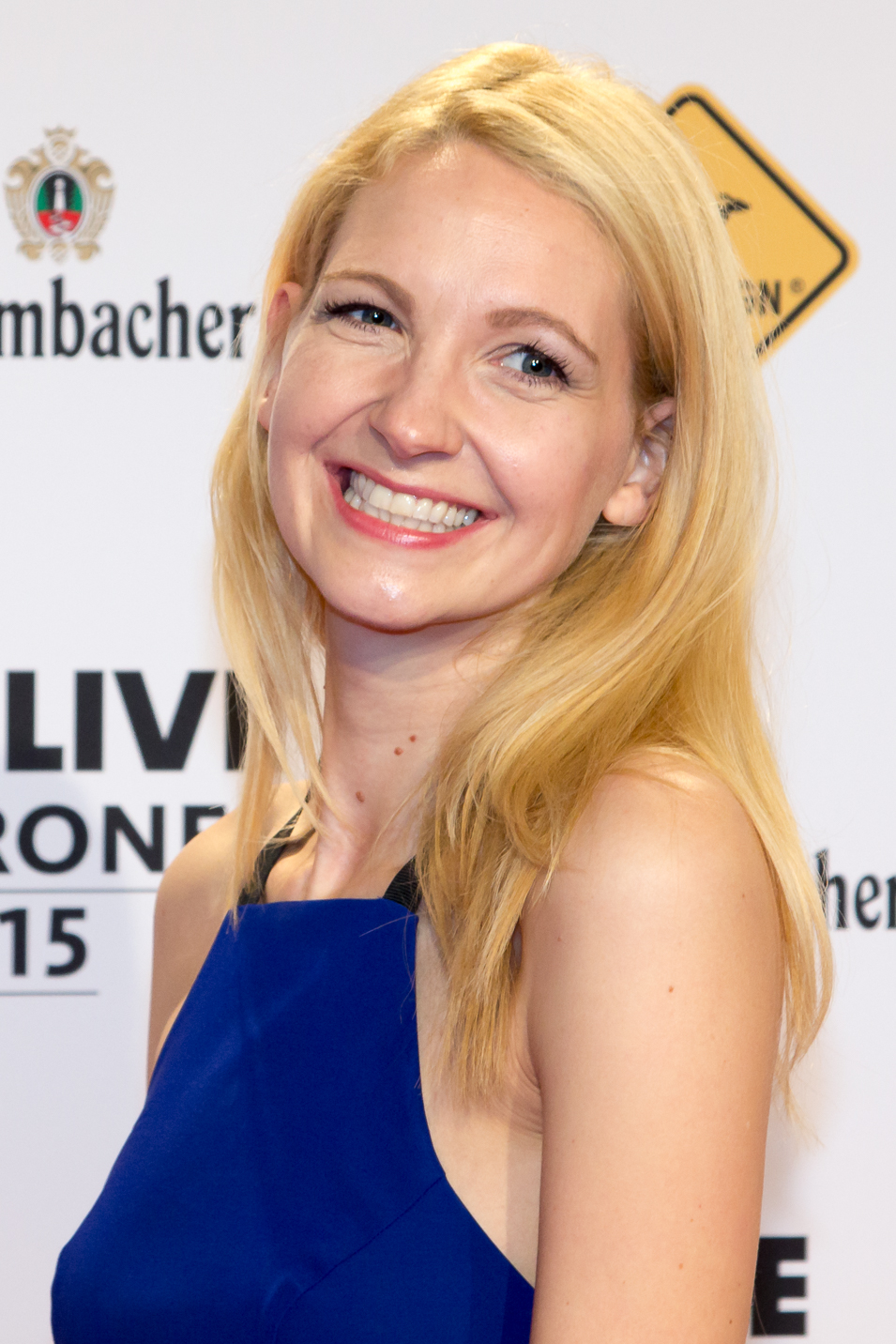
Constanze Behrends (* 1981)

- Behrends, Cora (1865–1938), US-amerikanische Musiklehrerin, Pianistin und Komponistin
- Behrends, Ehrhard (* 1946), deutscher Mathematiker
- Behrends, Ernst (1891–1982), norddeutscher Lyriker und Erzähler
- Behrends, Gerhard Dominicus (1776–1845), Politiker Freie Stadt Frankfurt
- Behrends, Hermann (1907–1948), deutscher SS-Gruppenführer, Generalleutnant der Polizei und Politiker (NSDAP), MdR
- Behrends, Jan C. (* 1969), deutscher Historiker
- Behrends, Jan Henrik (* 1979), deutscher Handballspieler
- Behrends, Jenna (* 1990), deutsche Lokalpolitikerin (CDU)
- Behrends, Johann Bernhard Jacob (1769–1823), deutscher Mediziner
- Behrends, Johann Konrad (1775–1843), Politiker Freie Stadt Frankfurt
- Behrends, Leopold (1879–1944), deutscher Komponist und Musiklehrer
- Behrends, Ludwig (* 1894), deutscher Aufnahme-, Produktions- und Herstellungsleiter
- Behrends, Marga (1907–2010), deutsche Tänzerin und Tanzlehrerin
- Behrends, Okko (* 1939), deutscher Rechtshistoriker und Hochschullehrer
- Behrends, Onno (1862–1920), deutscher Unternehmer, Teefabrikant
- Behrends, Peter Wilhelm (1773–1854), deutscher evangelischer Pfarrer, Kirchen- und Lokalhistoriker
- Behrends, Rainer (* 1937), deutscher Kunsthistoriker
- Behrends, Rainer (* 1951), deutscher Fußballspieler
- Behrends, Thomas (* 1967), deutscher Ökonom
- Behrends, Uta (* 1963), deutsche Kinder-Hämatoonkologin und Hochschullehrerin
- Behrends, Walter (1919–1990), deutscher Chirurg
- Behrends, Walter (1929–2005), argentinischer Fußballspieler
- Behrends, Wolfgang (1926–2009), deutscher Diplomat und Botschafter
- Behrendsen, August (1819–1886), deutscher Maler
- Behrendt, Armin (* 1934), deutscher LDPD-Funktionär, MdV
- Behrendt, Brian (* 1991), deutscher Fußballspieler
- Behrendt, Britta, deutsche politische Beamtin (CDU)
- Behrendt, Dietrich (1928–1975), deutscher Geschichtsdidaktiker
- Behrendt, Dirk (* 1971), deutscher Jurist und Politiker (Bündnis 90/Die Grünen)Dirk Behrendt (* 1971)

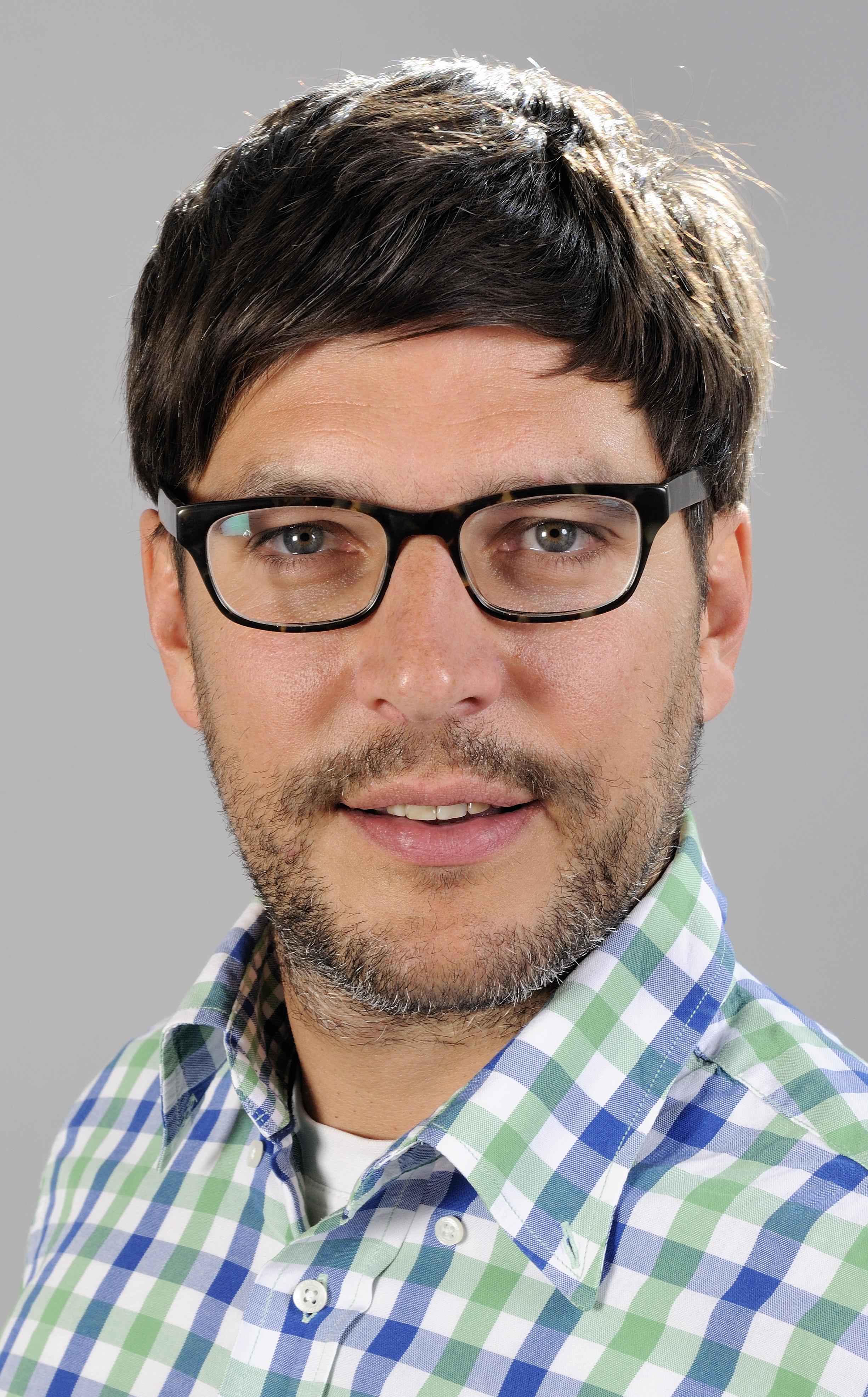
Dirk Behrendt (* 1971)

- Behrendt, Erich (1899–1983), deutscher Maler
- Behrendt, Erich (1904–1941), deutscher Politiker (NSDAP), MdR, MdL
- Behrendt, Erich (* 1957), deutscher Sozial- und Kommunikationswissenschaftler
- Behrendt, Ernst (* 1921), deutscher Fußballspieler
- Behrendt, Falko (* 1951), deutscher freischaffender Maler und Grafiker
- Behrendt, Frank (* 1959), deutscher Hochschullehrer und Verfahrenstechniker
- Behrendt, Friedel (1897–1979), deutsche Politikerin
- Behrendt, Fritz (1863–1946), deutscher Landschaftsmaler, Grafiker und Unternehmer
- Behrendt, Fritz (1877–1967), deutscher Architekt, Stadtplaner und Baubeamter
- Behrendt, Fritz (1925–2008), deutsch-niederländischer Zeitungskarikaturist
- Behrendt, Gerhard (1929–2006), deutscher Regisseur, Puppengestalter und Erfinder des SandmännchensGerhard Behrendt (1929–2006)

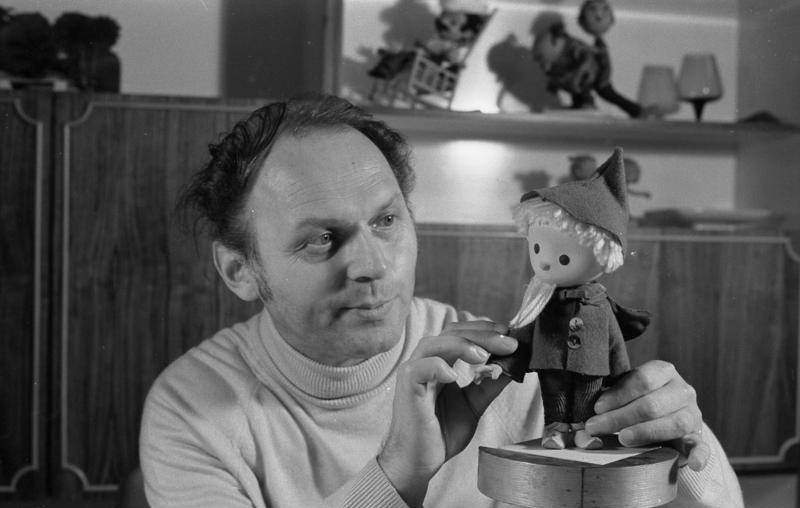
Gerhard Behrendt (1929–2006)

- Behrendt, Gerhard (* 1943), deutscher Politiker (SPD)
- Behrendt, Greg (* 1963), US-amerikanischer Komiker, Autor, Moderator und Musiker
- Behrendt, Gustav (1859–1912), deutscher Verwaltungsjurist, Präsident der Eisenbahndirektion in Berlin
- Behrendt, Hans (1889–1942), deutscher Regisseur, Drehbuchautor und Schauspieler
- Behrendt, Hans (1892–1959), deutscher Offizier, Flugzeugführer in der Luftwaffe der Wehrmacht
- Behrendt, Hans-Joachim (* 1937), deutscher Holzstecher und Illustrator
- Behrendt, Hans-Joachim (1955–2023), deutscher Musiker
- Behrendt, Hans-Jürgen (1917–2009), deutscher Arzt und Politiker (CDU), MdA
- Behrendt, Hartmut (1935–2020), deutscher Offizier des Heeres, zuletzt Generalmajor der Bundeswehr
- Behrendt, Heinz Karl (1913–2003), deutscher Politiker (SED)
- Behrendt, Helmut (1904–1985), deutscher Sportfunktionär (DDR)
- Behrendt, Helmut (1924–2013), deutscher Brigadegeneral, Leiter des Militärischen Abschirmdienstes
- Behrendt, Helmut (* 1948), deutscher Kommunalpolitiker (FDP)
- Behrendt, Holger (* 1964), deutscher Kunstturner
- Behrendt, Horst (1910–1975), deutscher Oberstleutnant und Parteisekretär der DDR-Staatssicherheit
- Behrendt, Horst (1920–2018), deutscher Widerstandskämpfer gegen den Nationalsozialismus und Diplomat der DDR
- Behrendt, Irmgard (1924–2020), deutsche Ordensschwester, Buchautorin
- Behrendt, Jan (* 1967), deutscher Rennrodler
- Behrendt, Janice (* 1983), deutsche Schönheitskönigin, Miss Deutschland 2008
- Behrendt, Johann (1667–1737), deutscher evangelischer Pfarrer und Übersetzer kirchlicher Texte in die litauische Sprache
- Behrendt, Johann Friedrich († 1757), deutscher Pädagoge und Bibliothekar
- Behrendt, Jutta (* 1960), deutsche Ruderin (DDR)
- Behrendt, Kerstin (* 1967), deutsche Leichtathletin
- Behrendt, Klaus (1920–2013), deutscher Schauspieler
- Behrendt, Klaus J. (* 1960), deutscher SchauspielerKlaus J. Behrendt (* 1960)

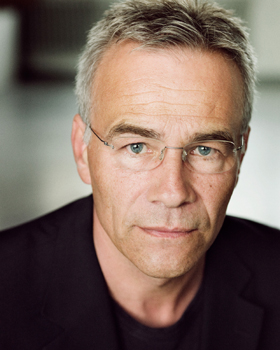
Klaus J. Behrendt (* 1960)

- Behrendt, Konrad (1902–1943), deutscher Politiker (KPD) und Widerstandskämpfer gegen den Nationalsozialismus
- Behrendt, Leni (1894–1968), deutsche Schriftstellerin
- Behrendt, Lutz Dieter (* 1941), deutscher Historiker
- Behrendt, Maik Stephan (* 1980), deutscher Schauspieler und diplomierter Medienökonom
- Behrendt, Manfred (* 1950), deutscher Fußballtorwart
- Behrendt, Max (1879–1938), deutscher Politiker (SPD)
- Behrendt, Michael (* 1951), deutscher IndustriemanagerMichael Behrendt (* 1951)

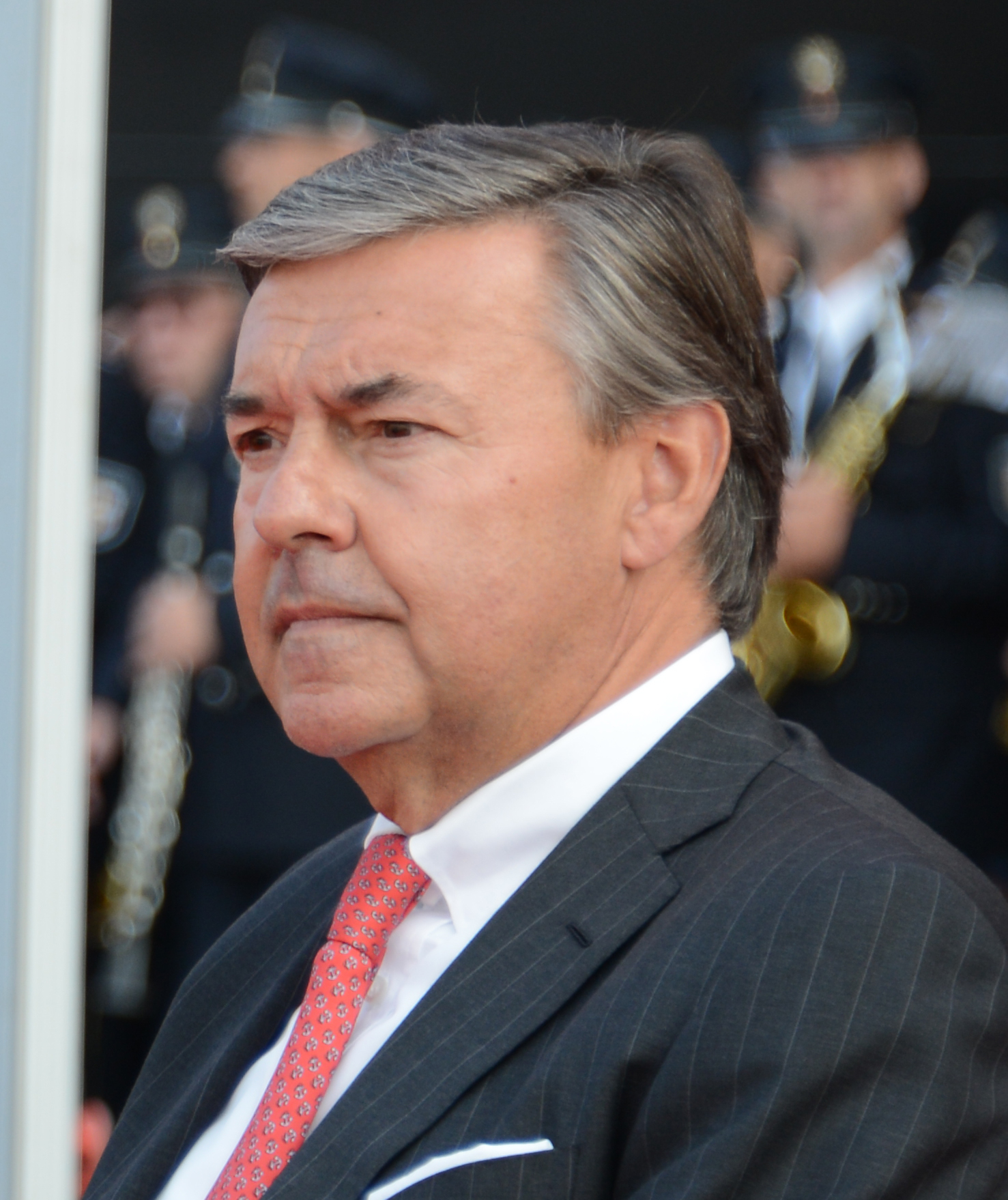
Michael Behrendt (* 1951)

- Behrendt, Michael (* 1969), deutscher Journalist, Chefreporter der Berliner Morgenpost und leitet die Polizeiredaktion
- Behrendt, Nina (* 1983), deutsche Wirtschaftsfachwirtin und Politikerin (BSW)
- Behrendt, Richard Fritz (1908–1972), deutscher Soziologe
- Behrendt, Uwe (1952–1981), deutscher Rechtsextremist
- Behrendt, Vanessa (* 1984), deutsche Politikerin (AfD), MdL
- Behrendt, Walter (1884–1945), deutsch-amerikanischer Architekt, Stadtplaner und Autor
- Behrendt, Walter (1914–1997), deutscher Politiker (SPD), MdB, MdEP und Präsident des Europaparlaments
- Behrendt, Wolfgang (1919–2001), deutscher Fernsehmoderator und Chefsprecher der heute-Nachrichten im ZDF
- Behrendt, Wolfgang (* 1936), deutscher Boxer
- Behrendt, Wolfgang (* 1938), deutscher Politiker (SPD), MdA, MdB
- Behrendt, Wolfram (* 1934), deutscher Mediziner, HNO-Arzt und Hochschullehrer
- Behrendt-Brandt, Magdalena (1828–1895), österreichische Opernsängerin (Sopran)

###### Behrens
- Behrens, Achim (* 1967), deutscher lutherischer Theologe
- Behrens, Adolph (1833–1896), deutsch-englischer Musiker und Mäzen
- Behrens, Albert (1891–1976), deutscher Politiker (SPD), MdL
- Behrens, Alexandra (* 1984), deutsche Sängerin
- Behrens, Alfred (* 1944), deutscher Schriftsteller und Regisseur, Hörspiel- und Drehbuchautor
- Behrens, Anna (* 1850), deutsche Schriftstellerin
- Behrens, Behrend (1895–1969), deutscher Pharmakologe und Hochschullehrer
- Behrens, Bernd (* 1952), deutscher Badmintonspieler
- Behrens, Bernhard (1847–1931), deutscher Kaufmann, Hofrat und konservativer Politiker
- Behrens, Bill (* 1970), US-amerikanischer Tennisspieler
- Behrens, Brigitte (1951–2025), deutsche Soziologin, Hauptgeschäftsführerin von Greenpeace Deutschland
- Behrens, Carl Friedrich (1701–1750), deutscher Entdecker und Seefahrer
- Behrens, Carl Georg (1792–1879), deutscher Offizier und Topograph
- Behrens, Carl Ludwig Max (1850–1908), preußischer Artillerist, Generalmajor
- Behrens, CC (* 1955), deutscher Musiker, Schlagzeuger und Perkussionist
- Behrens, Christian (1852–1905), deutscher Bildhauer
- Behrens, Christine (1934–2018), niederdeutsche Autorin
- Behrens, Christoph (* 1962), deutscher Sozial- und Erziehungswissenschaftler sowie Politikberater
- Behrens, Cläre (1915–1991), deutsche antifaschistische Widerstandskämpferin, Mitglied der Roten Kapelle
- Behrens, Daniela (* 1968), deutsche Politikerin (SPD), Innenministerin von NiedersachsenDaniela Behrens (* 1968)

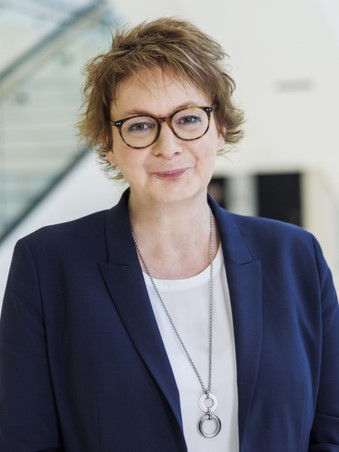
Daniela Behrens (* 1968)

- Behrens, Detlef (* 1946), deutscher Fußballspieler
- Behrens, Dietrich (1859–1929), deutscher Romanist
- Behrens, Dirk (* 1954), deutscher Maler und Grafiker
- Behrens, Ernst (1840–1910), deutscher Ingenieur und Unternehmer
- Behrens, Ernst (1878–1970), deutscher Heimatdichter und Schriftsteller des Niederdeutschen
- Behrens, Ernst Christian August († 1817), deutscher Baumeister, Ingenieur und Kartograf
- Behrens, Ernst-August (1915–2000), deutscher Mathematiker, Hochschullehrer in Hamburg und Frankfurt am Main
- Behrens, Ferdinand (1862–1925), deutscher Porträtmaler
- Behrens, Franz (1872–1943), deutscher Politiker (DNVP), MdR
- Behrens, Franz Richard (1895–1977), deutscher Dichter des Expressionismus
- Behrens, Friedrich (* 1828), preußischer Verwaltungsbeamter, Landrat
- Behrens, Friedrich (1897–1972), deutscher Landwirt, Bremer Ortsamtsleiter und MdBB
- Behrens, Friedrich (1909–1980), deutscher Wirtschaftswissenschaftler, Hauptvertreter des Neuen Ökonomischen Systems in der DDR
- Behrens, Friedrich (1927–2003), deutscher Vorsitzender des Heimatverein Niedersachsen
- Behrens, Friedrich Eduard (1836–1920), deutscher Industrieller und Philanthrop
- Behrens, Fritz (* 1948), deutscher Politiker (SPD), MdL, Innenminister des Landes Nordrhein-Westfalen
- Behrens, Georg Henning (1662–1712), deutscher Autor und Arzt
- Behrens, Gloria (* 1948), deutsche Filmregisseurin
- Behrens, Gudrun (* 1956), deutsche Volleyballspielerin
- Behrens, Gustav (1884–1955), deutscher Prähistoriker
- Behrens, Gustav (1899–1948), deutscher NS-Agrarfunktionär
- Behrens, Hanno (* 1990), deutscher FußballspielerHanno Behrens (* 1990)

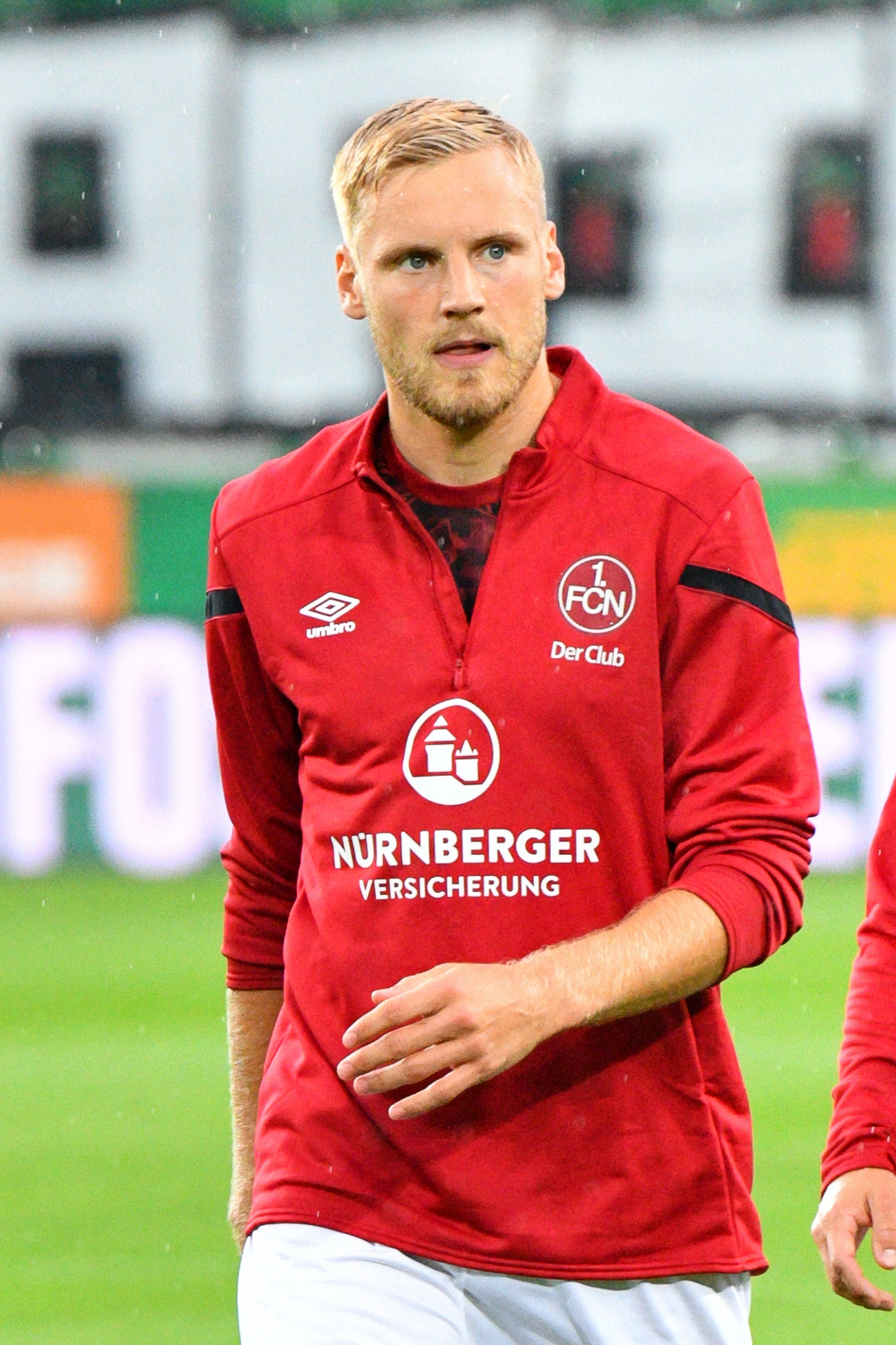
Hanno Behrens (* 1990)

- Behrens, Hans-Peter (* 1961), deutscher Politiker (Bündnis 90/Die Grünen), MdL
- Behrens, Hartmuth (* 1951), deutscher Florettfechter
- Behrens, Hedwig (1900–1986), deutsche Archivarin und Frauenbeauftragte
- Behrens, Heidi (* 1946), deutsche Pädagogin
- Behrens, Heike (* 1962), deutsche Sprachwissenschaftlerin
- Behrens, Heinrich (1828–1913), deutscher Kaufmann und Numismatiker
- Behrens, Heinrich (1920–1997), deutscher Tierarzt und Hochschullehrer
- Behrens, Heinrich (1924–2008), deutscher Politiker (SPD), MdBB
- Behrens, Heinrich Ludwig (1787–1839), deutscher Kartograph, Topograph und Offizier
- Behrens, Heinrich Wilhelm (1873–1956), deutscher Architekt
- Behrens, Heinz (1932–2022), deutscher Schauspieler
- Behrens, Heinz A. (* 1950), deutscher Lokalpolitiker und Heimatforscher
- Behrens, Helene (* 1915), deutsche Landwirtin, MdV
- Behrens, Helmut (1915–2000), deutscher Chemiker und Hochschullehrer
- Behrens, Hennes (* 2005), deutscher Fußballspieler
- Behrens, Henning (* 1940), deutscher Wirtschafts- und Politikwissenschaftler
- Behrens, Henry (1890–1938), deutscher Ingenieur und Hochschullehrer
- Behrens, Herbert (* 1954), deutscher Politiker (Die Linke), MdB
- Behrens, Hermann (1915–2006), deutscher Prähistoriker
- Behrens, Hildegard (1937–2009), deutsche Opernsängerin (Sopran)Hildegard Behrens (1937–2009)

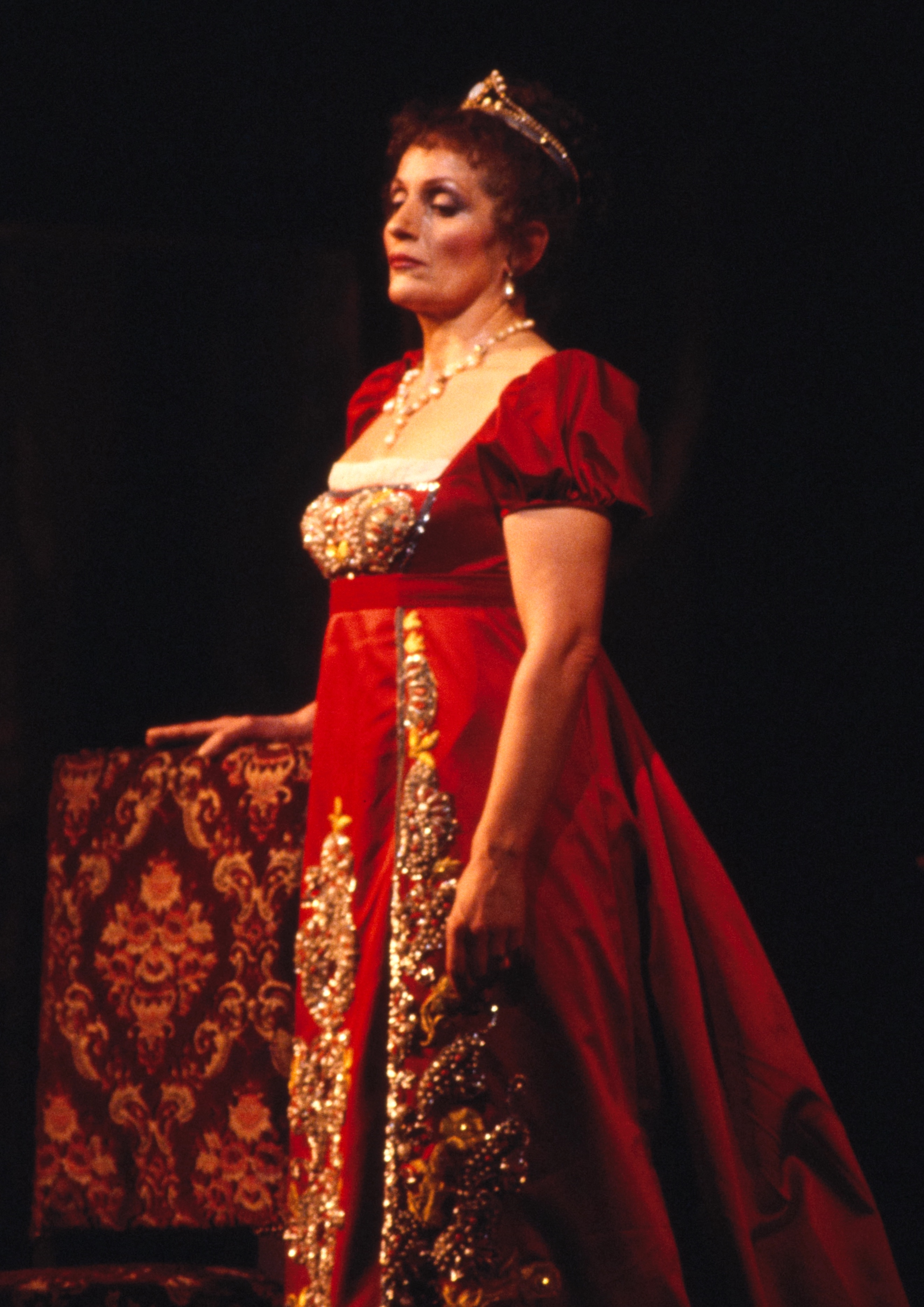
Hildegard Behrens (1937–2009)

- Behrens, Hugo (1820–1910), deutscher Schriftsteller und Militärarzt
- Behrens, Inge (* 1942), deutsche Filmeditorin
- Behrens, Isaak († 1765), deutscher Hofjude
- Behrens, Jacob (1791–1852), deutscher Kaufmann und Lübecker Ratsherr
- Behrens, Jakob (1824–1897), deutsch-amerikanischer Kaufmann und Entomologe
- Behrens, Jens (* 1978), deutscher Politiker (SPD)
- Behrens, Jette (* 2006), deutsche Fußballspielerin
- Behrens, Johan Didrik (1820–1890), norwegischer Komponist
- Behrens, Johann (* 1949), deutscher Rettungssanitäter und Pflegewissenschaftler
- Behrens, Johann Gerhard (1889–1979), deutscher evangelisch-lutherischer Pastor und Astronom
- Behrens, Johann Heinrich (1735–1844), königlich-preußischer Unteroffizier, Autor und ältester Deutscher seiner Zeit
- Behrens, Johann Jacob (* 1788), deutscher Musiker, Komponist und Musikpädagoge
- Behrens, Johannes (1864–1940), deutscher Agrikulturbotaniker und Phytopathologe
- Behrens, Josef (1890–1947), deutscher Filmtechnikpionier
- Behrens, Jule (* 2003), deutsche Triathletin
- Behrens, Jutta (* 1950), deutsche Badmintonspielerin
- Behrens, Karl (1854–1906), deutscher Bergbau-Ingenieur und -Manager
- Behrens, Karl (1909–1943), deutscher antifaschistischer Widerstandskämpfer, Mitglied der Roten Kapelle
- Behrens, Karl Christian (1907–1980), deutscher Wirtschaftswissenschaftler
- Behrens, Karl Heinz (1889–1940), deutscher Mediziner und nationalsozialistischer Funktionär
- Behrens, Katharina (* 1981), deutsche Schauspielerin
- Behrens, Katja (1942–2021), deutsche Schriftstellerin, Übersetzerin und Lektorin
- Behrens, Kevin (* 1991), deutscher FußballspielerKevin Behrens (* 1991)

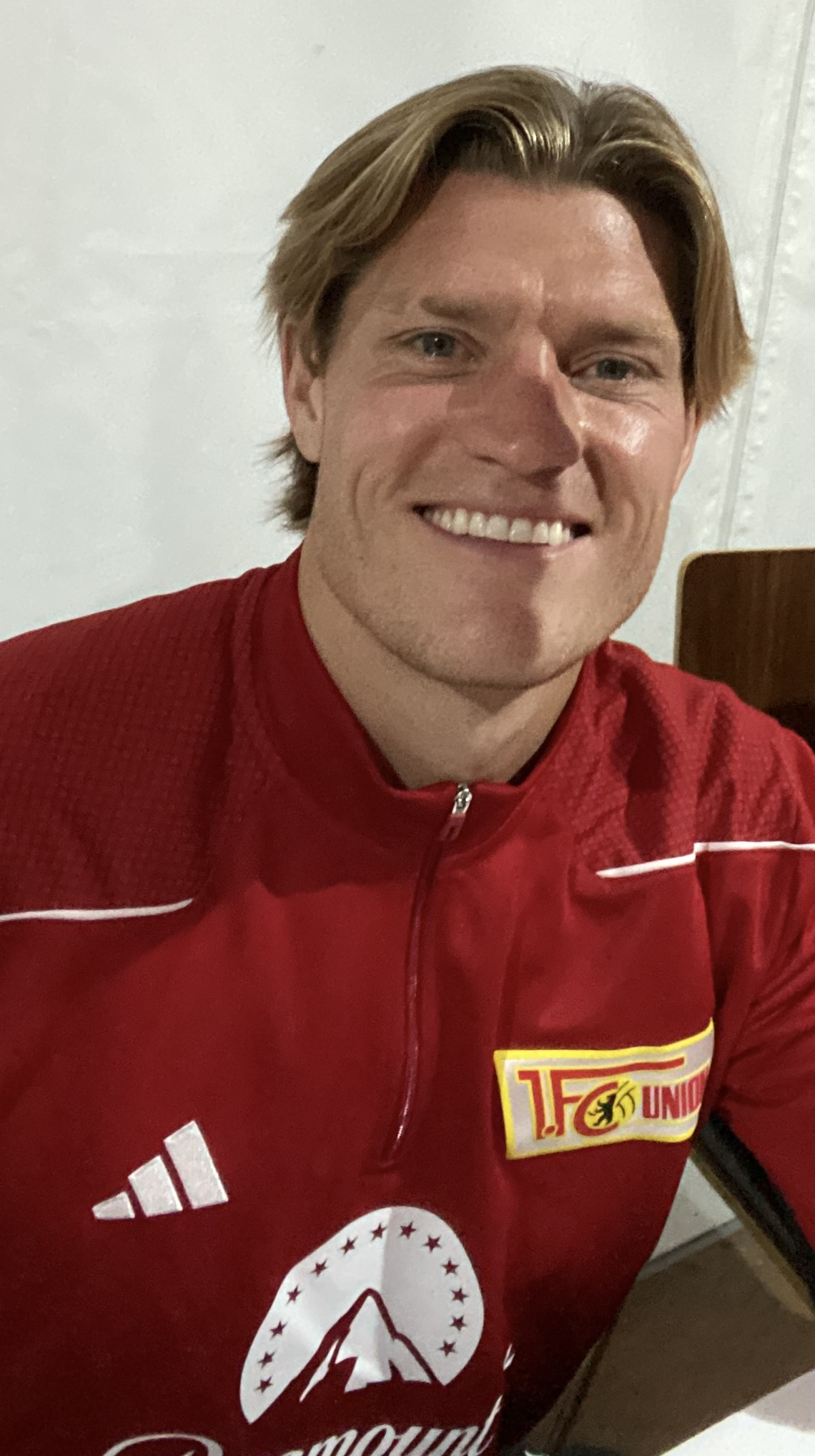
Kevin Behrens (* 1991)

- Behrens, Klaus, deutscher Basketballspieler
- Behrens, Klaus (1941–2022), deutscher Ruderer
- Behrens, Konrad Barthold (1660–1736), deutscher Militärarzt
- Behrens, Kurt (1884–1928), deutscher Turmspringer
- Behrens, Leffmann (1634–1714), deutscher Hofjude, Hof- und Kammeragent (Bankier) der hannoverschen Welfenherzöge
- Behrens, Lilli (1869–1959), deutsche Zeichnerin und Textilkünstlerin sowie eine Entwerferin von Reformkleidung und Kleisterpapier
- Behrens, Manfred (* 1956), deutscher Politiker (CDU), MdB
- Behrens, Manja (1914–2003), deutsche SchauspielerinManja Behrens (1914–2003)

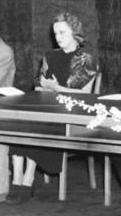
Manja Behrens (1914–2003)

- Behrens, Maria (* 1963), deutsche Politikwissenschaftlerin
- Behrens, Marie Margarete (1883–1958), deutsche Illustratorin und Bilderbuchautorin
- Behrens, Marlies (* 1939), deutsches Fotomodell, Schauspielerin, Schönheitskönigin
- Behrens, Martha (* 1932), deutsche Tischtennisspielerin
- Behrens, Martin (* 1967), deutscher Sozialwissenschaftler
- Behrens, Max (1886–1967), deutscher Politiker (SPD), MdHB, Altonaer Senator
- Behrens, Michael (* 1973), deutscher Bildhauer
- Behrens, Michael Abraham (1812–1879), deutscher Pelzhändler und erster jüdischer Kommunalpolitiker Hannovers
- Behrens, Morten (* 1997), deutscher Fußballtorhüter
- Behrens, Niklas (* 2003), deutscher Radrennfahrer
- Behrens, Oscar (1880–1969), deutscher Verwaltungsjurist und Bürgermeister
- Behrens, Paul (1893–1984), deutscher Uhrmacher
- Behrens, Peter (1868–1940), deutscher Maler, Architekt und Designer
- Behrens, Peter (* 1939), deutscher Rechtswissenschaftler
- Behrens, Peter (1947–2016), deutscher Schlagzeuger, Musiker und ClownPeter Behrens (1947–2016)

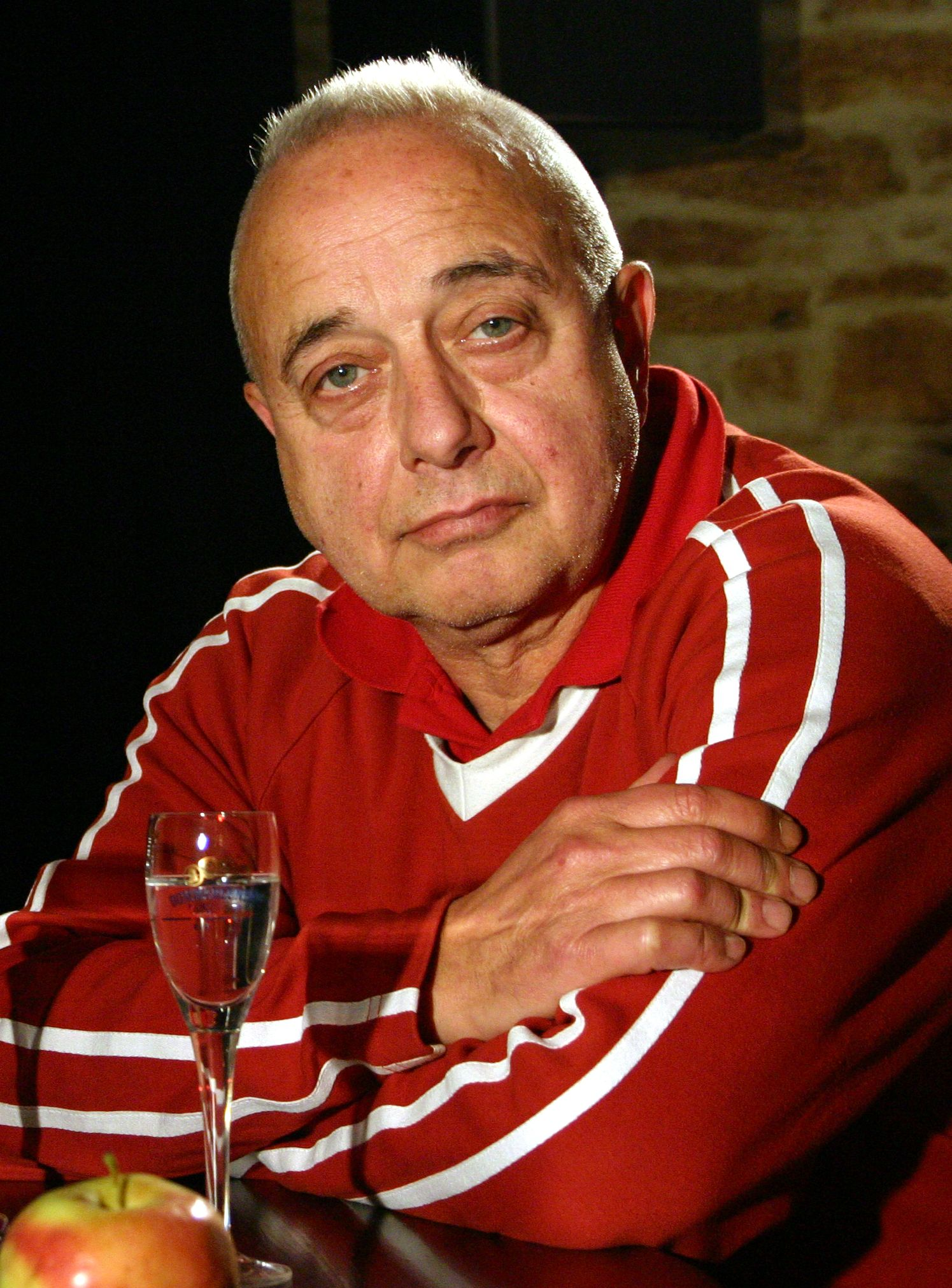
Peter Behrens (1947–2016)

- Behrens, Peter (1957–2023), deutscher Chemiker
- Behrens, Philipp (1892–1948), deutscher Politiker, MdBB, Beamter und Landherr in Bremen
- Behrens, Rico, deutscher Politikwissenschaftler
- Behrens, Roger (* 1967), deutscher Philosoph und Sozialwissenschaftler
- Behrens, Rudolf (* 1880), deutscher Politiker (DDP, CDU), MdL
- Behrens, Rudolf (1889–1943), deutscher Pädagoge, Redakteur, Lyriker, Schriftsteller und Schauspiel-Autor
- Behrens, Rudolf (* 1951), deutscher Romanist
- Behrens, Rudolph August († 1748), deutscher Mediziner und Stadtphysicus von Braunschweig
- Behrens, Siegfried (1768–1828), Husumer Landvogt
- Behrens, Siegfried (* 1942), deutscher Mediziner
- Behrens, Sigrid (* 1976), deutsche Künstlerin und Schriftstellerin
- Behrens, Sonja von (* 1966), deutsche Historikerin, Schriftstellerin und Regisseurin
- Behrens, Stefan (* 1942), deutscher Schauspieler
- Behrens, Steffen (* 1987), deutscher Basketballspieler
- Behrens, Taylor, US-amerikanischer Schauspieler
- Behrens, Theodor (1857–1921), deutscher Bankier, Kunstsammler und Mäzen
- Behrens, Theodor Heinrich (1842–1905), deutscher Chemiker und Hochschullehrer
- Behrens, Till (* 1931), deutscher Architekt, Stadtplaner und Industriedesigner
- Behrens, Uwe (* 1944), Unternehmer
- Behrens, Uwe (* 1959), deutscher Fußballspieler
- Behrens, Walter (1889–1977), nationalsozialistischer Oberbürgermeister Kiels
- Behrens, Walter (1911–1999), deutsch-österreichischer Maler und Grafiker
- Behrens, Wilhelm (1827–1900), deutscher Missionar in Afrika
- Behrens, Wilhelm (1885–1958), deutscher Politiker (USPD, SPD), MdL
- Behrens, Wilhelm (1888–1968), deutscher Generalleutnant im Zweiten Weltkrieg
- Behrens, Wilhelm (1930–2000), deutscher Pianist und Hochschullehrer
- Behrens, Wille, deutscher Handballtorwart
- Behrens-Hangeler, Herbert (1898–1981), deutscher Maler, Grafiker und Schriftsteller
- Behrens-Nicolai, Heinrich (1873–1960), deutscher Architekt
- Behrens-Ramberg, Georg (1875–1955), deutscher Maler und Radierer
- Behrensen, Juan (1904–1981), argentinischer Schwimmer
- Behrensmeyer, Anna K. (* 1946), US-amerikanische Paläontologin und Paläoökologin

###### Behrent
- Behrent, Genevieve (* 1990), neuseeländische Ruderin

###### Behrenz
- Behrenz, Sigrit (* 1941), deutsche Eisschnellläuferin

#### Behri
- Behring, Dieter (1955–2019), Schweizer Financier und Betrüger
- Behring, Ehler (1865–1918), deutscher Konteradmiral der Kaiserlichen Marine
- Behring, Emil von (1854–1917), deutscher Bakteriologe und SerologeEmil von Behring (1854–1917)

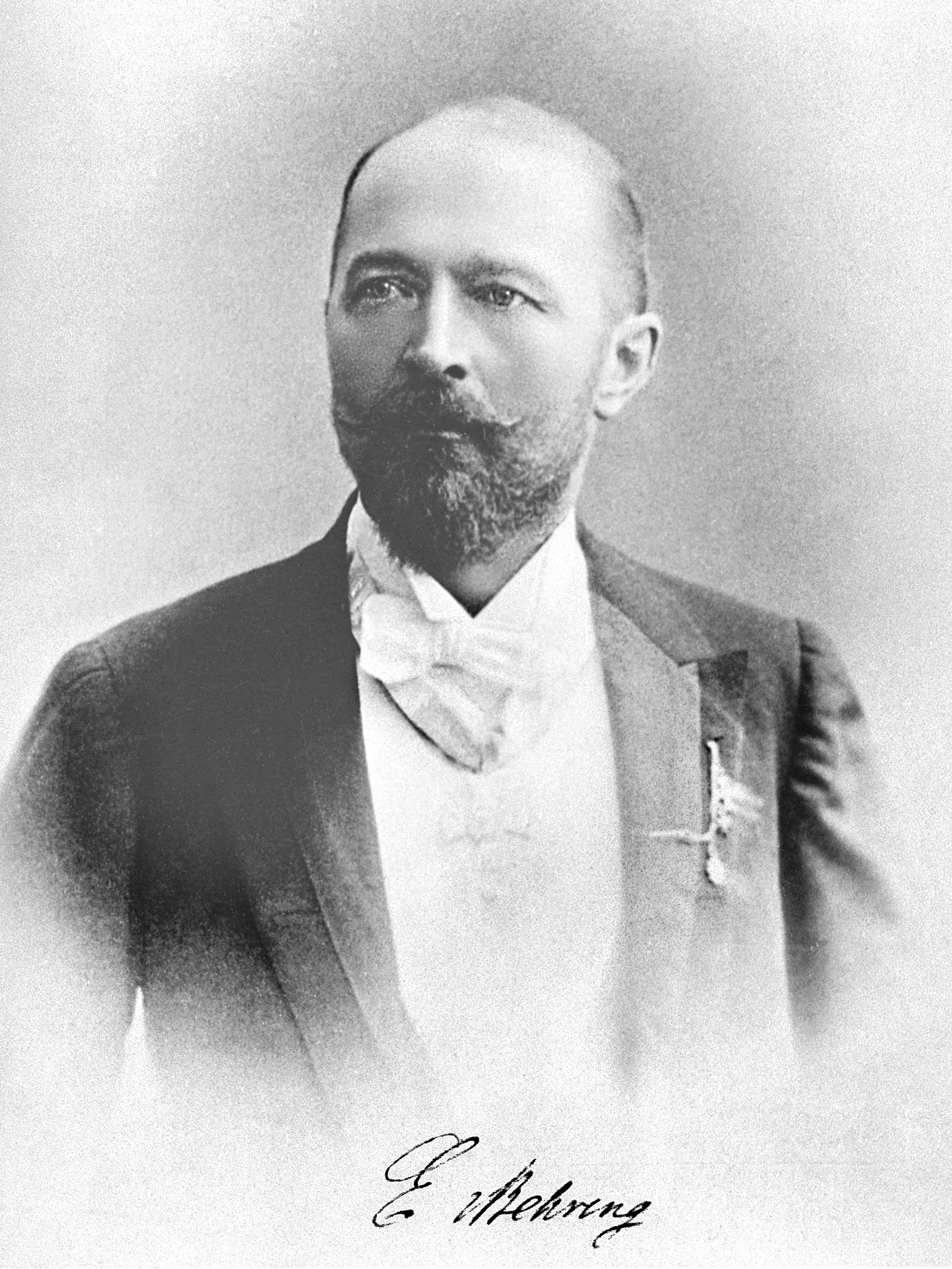
Emil von Behring (1854–1917)

- Behring, Heiner (* 1957), deutscher Drehbuchautor, Filmregisseur, Filmproduzent und Hochschullehrer
- Behring, Joseph (1884–1959), deutscher Politiker (KPD), Mitglied der Hamburgischen Bürgerschaft
- Behringer, Edmund (1828–1900), deutscher Lehrer und Schriftsteller
- Behringer, Ernst (1942–2023), deutscher Politiker (CDU), MdL, Industriekaufmann und Unteroffizier der Bundeswehr
- Behringer, Franz Oskar (1874–1956), deutscher Maler und Zeichner
- Behringer, Hans Gerhard (* 1952), deutscher Diplom-Psychologe, Theologe, Psychotherapeut, Seminartrainer und Schriftsteller
- Behringer, Martin (* 1971), deutscher Politiker (Freie Wähler), MdL
- Behringer, Melanie (* 1985), deutsche FußballspielerinMelanie Behringer (* 1985)

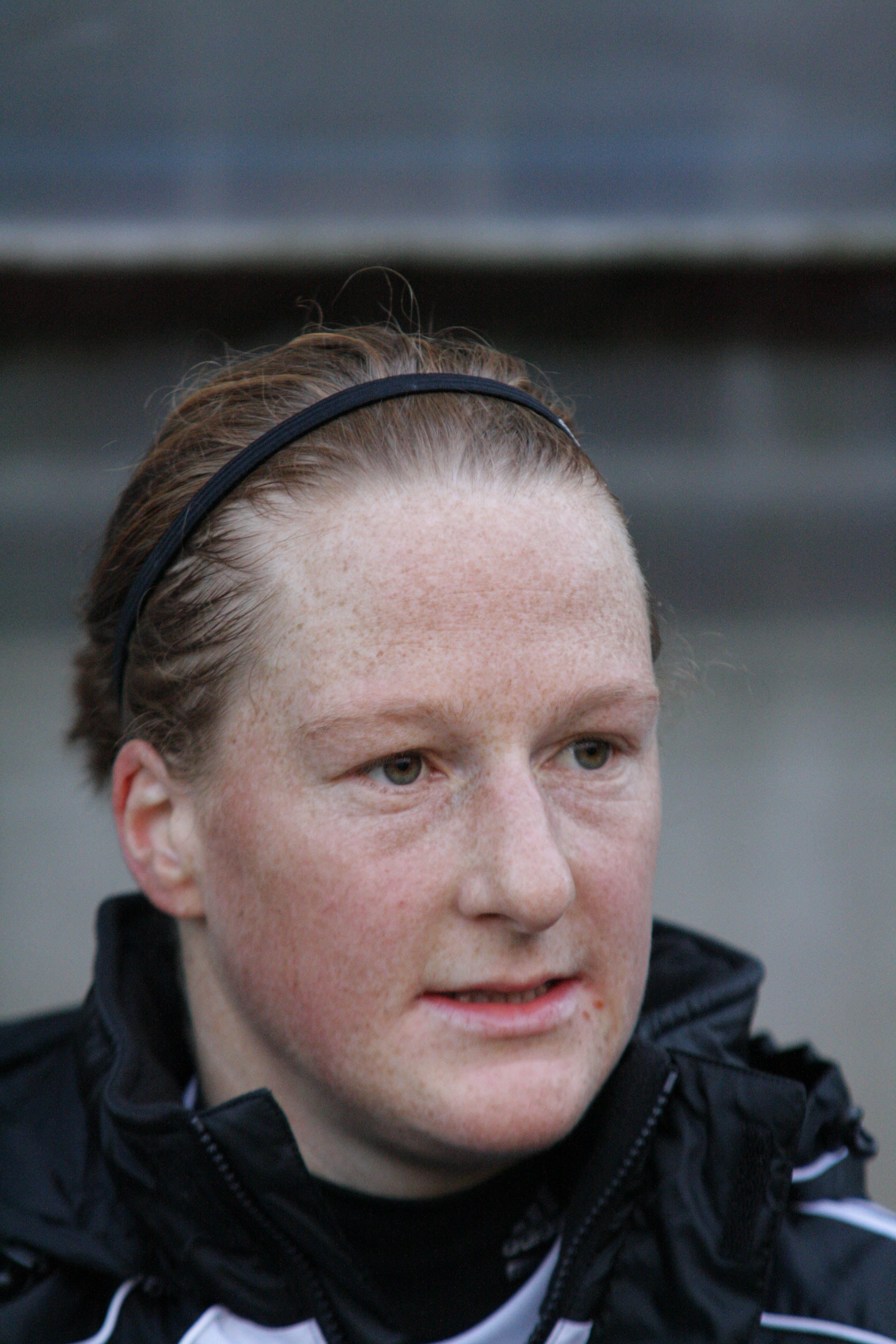
Melanie Behringer (* 1985)

- Behringer, Rachel (* 1989), deutsche Theaterschauspielerin
- Behringer, Stefan (* 1969), deutscher Wirtschaftswissenschaftler
- Behringer, Uli (* 1961), Schweizer Musiker, Toningenieur und Unternehmer
- Behringer, Wilhelm (1853–1931), deutscher Reichsgerichtsrat
- Behringer, Wilhelm (1893–1968), deutscher Politiker (FDP), MdL Bayern
- Behringer, Wilhelm Heinrich († 1716), deutscher Baumeister
- Behringer, Wilhelm von (1820–1902), deutscher Ministerialbeamter in Bayern, MdR
- Behringer, Wolfgang (* 1956), deutscher Historiker
- Behrisch, Arno (1913–1989), deutscher Politiker (SPD), MdL, MdB
- Behrisch, Burkhard Leberecht (1682–1750), Bürgermeister von Dresden
- Behrisch, Ernst Wolfgang (1738–1809), deutscher Hofmeister und Jugendfreund Goethes
- Behrisch, Hieronymus Gottfried (1645–1726), deutscher Jurist, Ratsherr, Autor und Gutsbesitzer
- Behrisch, Stefan (* 1971), deutscher Jazzmusiker (Komposition, Arrangement) und Dirigent
- Behrisch, Wolf Albrecht (1698–1771), deutscher Jurist, Hof- und Justizrat, Gerichtsassessor und Rittergutsbesitzer

#### Behrl
- Behrla, Benjamin (* 1985), deutscher Judoka
- Behrle, Ernst (1890–1969), deutscher Chemiker und Ingenieur
- Behrle, Günther (* 1945), deutscher Komponist und Texter von Schlagern und volkstümlichen Liedern

#### Behrm
- Behrman, Adolf (1876–1943), polnischer Maler und Zeichner
- Behrman, David (* 1937), US-amerikanischer Komponist, Klang- und Installationskünstler, Musikpädagoge und Pionier der Computermusik
- Behrman, Samuel Nathaniel (1893–1973), US-amerikanischer Schriftsteller
- Behrmann, Adolf (1874–1934), rumänisch-deutscher Kunstmaler, Werbegrafiker und Produktdesigner
- Behrmann, Alfred (1928–2022), deutscher Germanist und Hochschullehrer
- Behrmann, Carolin (* 1975), deutsche Kunsthistorikerin
- Behrmann, Georg (1704–1756), deutscher Kaufmann und Dramatiker
- Behrmann, Georg (1846–1911), deutscher evangelischer Theologe, Senior des geistlichen Ministeriums
- Behrmann, Günter C. (1941–2022), deutscher Sozialwissenschaftler
- Behrmann, Heinrich (1770–1836), deutsch-dänischer Pädagoge, Historiker und Privatgelehrter
- Behrmann, Jan (* 1953), deutscher Geologe und Hochschullehrer
- Behrmann, Johann Heinrich Christian (1775–1856), Kaufmann, hanseatischer Konsul, Mitgründer und Vorstandsmitglied der Hamburger Taubstummenschule
- Behrmann, Marlene (* 1959), südafrikanisch-kanadisch-US-amerikanische Psychologin
- Behrmann, Martin (1930–2014), deutscher Chorleiter und Hochschullehrer
- Behrmann, Rolf (1911–1982), deutscher Geologe
- Behrmann, Rudolph Gerhard (1743–1827), deutscher evangelisch-lutherischer Geistlicher
- Behrmann, Stephan (* 1970), deutscher Dramaturg, Theaterwissenschaftler und Autor
- Behrmann, Walter (1882–1955), deutscher Geograph

#### Behrn
- Behrnauer, Christian (1649–1720), deutscher evangelischer Theologe
- Behrnauer, Karl Gottlieb (1765–1831), Bürgermeister in Zittau, Finanzrat, preußischer Oberregierungsrat
- Behrnauer, Walter (1827–1890), deutscher Bibliothekar und Orientalist
- Behrndt, Gottfried (1693–1743), deutscher Amtmann, Genealoge und Schriftsteller

#### Behro
- Behroozi, Dahveed (* 1981), US-amerikanischer Jazzmusiker (Piano)
- Behrouzi, Sajad (* 1989), iranischer Gewichtheber
- Behroz, Khesrau (* 1987), deutscher Journalist, Podcaster und Produzent

#### Behrs
- Behrs, Beth (* 1985), US-amerikanische SchauspielerinBeth Behrs (* 1985)

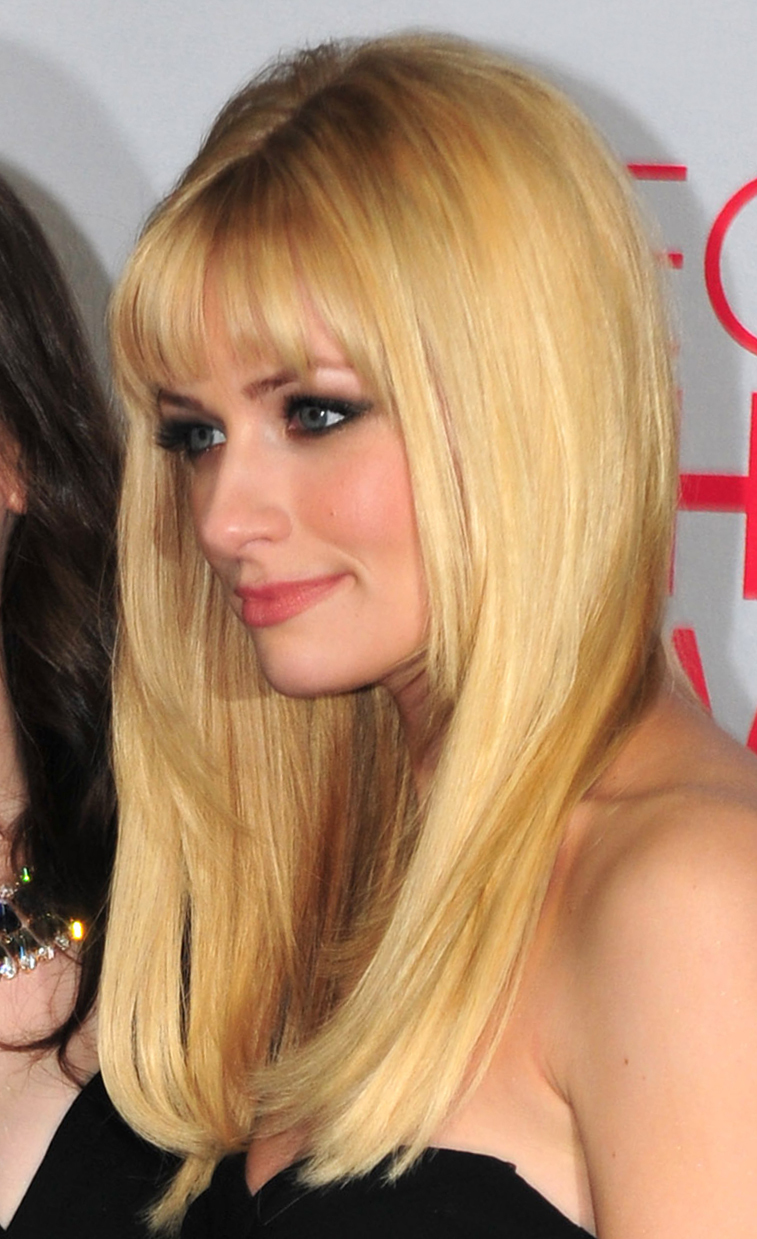
Beth Behrs (* 1985)

- Behrs, Wjatscheslaw Andrejewitsch (1861–1907), russischer Brückenbau-Ingenieur
- Behrsing, Arthur (1873–1929), deutschbaltischer Literaturwissenschaftler und Übersetzer
- Behrsing, Hartmut (* 1941), deutscher Posaunist und Pianist im Bereich der Klassik und des Jazz
- Behrsing, Siegfried (1903–1994), deutsch-baltischer Sinologe und Übersetzer

#### Behrw
- Behrwald, Ralf (* 1967), deutscher Althistoriker

### Beht
- Behting, Carl (1867–1943), lettischer Schachkomponist und Schachspieler
- Behting, Johann (1856–1944), lettischer Schachkomponist

### Behu
- Béhuchet, Nicolas († 1340), französischer Schatzmeister und Admiral
- Behúlová, Bianca (* 2003), slowakische Tennisspielerin
- Behumi, Dorottya (* 1975), ungarische Sängerin und Querflötistin

### Behz
- Behzād, persischer Künstler
- Behzad, Hossein (1894–1968), iranischer Miniaturist
- Behzadi, Lale (* 1969), deutsch-iranische Islamwissenschaftlerin und Professorin für Arabistik